# Yoko Ono
Yoko Ono (em japonês: 小野 洋子; オノ・ヨーコ; Tóquio, 18 de fevereiro de 1933) é uma artista multimídia, cantora, compositora e ativista pela paz japonesa. Seu trabalho também abrange arte performática e produção cinematográfica.
Ono cresceu em Tóquio e se mudou para Nova York em 1952 para se juntar à família. Ela se envolveu com a cena artística do centro de Nova York no início dos anos 1960, que incluía o grupo Fluxus, e se tornou conhecida em 1969 quando se casou com o músico inglês John Lennon, dos Beatles, com quem posteriormente gravaria como dupla na Plastic Ono Band. O casal usou a lua de mel como palco para protestos públicos contra a Guerra do Vietnã com o que eles chamaram de "bed-in". Ela e Lennon permaneceram casados até que ele foi assassinado em frente ao prédio de apartamentos do casal, o Dakota, em 8 de dezembro de 1980. Juntos, eles tiveram um filho, Sean, que mais tarde também se tornou músico.
Ono começou sua carreira na música popular em 1969, formando a Plastic Ono Band com Lennon e produzindo vários álbuns de música de vanguarda na década de 1970. Ela alcançou sucesso comercial e de crítica em 1980 com o álbum Double Fantasy, uma colaboração com Lennon que foi lançada três semanas antes de seu assassinato, ganhando o prêmio Grammy de Álbum do Ano. Até o momento, ela teve doze singles número um nas paradas de dança dos EUA e, em 2016, foi nomeada a 11ª artista de clube de dança de maior sucesso de todos os tempos pela revista Billboard. Muitos músicos prestaram homenagem a Ono como uma artista por direito próprio e como uma musa e ícone, incluindo Elvis Costello, que gravou sua versão de "Walking on Thin Ice" com The Attractions para o álbum tributo Every Man Has a Woman a Yoko Ono, B-52's, Sonic Youth e Meredith Monk.
Como viúva de Lennon, Ono trabalha para preservar seu legado. Ela financiou o memorial Strawberry Fields no Central Park de Manhattan, a Imagine Peace Tower na Islândia, e o Museu John Lennon em Saitama, Japão (que fechou em 2010). Ela fez contribuições filantrópicas significativas para as artes, a paz e o socorro em desastres no Japão e nas Filipinas, e outras causas semelhantes. Em 2002, ela inaugurou uma bolsa bienal LennonOno Grant for Peace de U$ 50.000. Em 2012, recebeu o Prêmio de Direitos Humanos Dr. Rainer Hildebrandt e foi cofundadora do grupo Artists Against Fracking.

## Biografia

### Infância e família
Ono nasceu na cidade de Tóquio em 18 de fevereiro de 1933, sua mãe era Isoko Ono (小野 磯子, Ono Isoko; 1911–1999) e pai Eisuke Ono (小野 英輔, Ono Eisuke), um rico banqueiro e ex-pianista clássico . O avô materno adotivo de Isoko, Zenjiro Yasuda (安田 善次郎, Yasuda Zenjirō) era um afiliado do clã Yasuda e do zaibatsu. Eisuke veio de uma longa linhagem de guerreiros samurais-eruditos. A tradução do kanji de Yōko (洋子) significa "criança do oceano". Duas semanas antes do nascimento de Ono, Eisuke foi transferido para São Francisco, Califórnia, por seu empregador, o Yokohama Specie Bank. O resto da família seguiu logo depois, com Ono conhecendo seu pai pela primeira vez quando tinha dois anos de idade. Seu irmão mais novo, Keisuke, nasceu em dezembro de 1936.
Em 1937, a família foi transferida de volta para o Japão, e Ono matriculou-se na escola de elite Gakushūin de Tóquio (também conhecida como Escola de Pares), uma das escolas mais exclusivas do Japão. Ono foi matriculado em aulas de piano desde os 4 anos até os 12 ou 13 anos. Ela assistia a apresentações de kabuki com sua mãe, que era treinada em samisém, koto, otsuzumi, kotsuzumi, nagauta e sabia ler partituras musicais japonesas.
A família mudou-se para Nova York em 1940. No ano seguinte, Eisuke foi transferido de Nova York para Hanói, na Indochina Francesa, e a família retornou ao Japão. Ono foi matriculada na Keimei Gakuen, uma escola primária cristã exclusiva administrada pela família Mitsui. Ela permaneceu em Tóquio durante a Segunda Guerra Mundial e o bombardeio de 9 de março de 1945, durante o qual foi abrigada com outros membros da família em um bunker especial no distrito de Azabu, em Tóquio, longe do bombardeio pesado. Mais tarde, Ono foi para o resort de montanha de Karuizawa com membros de sua família.
A fome era galopante na destruição que se seguiu aos bombardeios de Tóquio; a família Ono foi forçada a mendigar por comida enquanto puxava seus pertences em um carrinho de mão. Ono disse que foi durante esse período de sua vida que ela desenvolveu sua atitude "agressiva" e sua compreensão do status de "estranha". Outras histórias contam que sua mãe levava uma grande quantidade de mercadorias para o campo, onde eram trocadas por alimentos. Em uma anedota, sua mãe trocou uma máquina de costura de fabricação alemã por 60kg de arroz para alimentar a família. Durante esse período, acreditava-se que o pai de Ono, que estava em Hanói, estava em um campo de prisioneiros de guerra na China. Ono contou a Amy Goodman do Democracy Now! em 16 de outubro de 2007, que "Ele estava na Indochina Francesa, que na verdade é o Vietnã ... em Saigon. Ele estava num campo de concentração."
Após o fim da guerra em 1945, Ono permaneceu no Japão quando sua família se mudou para os Estados Unidos e se estabeleceu em Scarsdale, Nova York, uma cidade rica 40km ao norte do centro de Manhattan. Em abril de 1946, Gakushūin foi reaberto e Ono se matriculou novamente. A escola, localizada perto do Palácio Imperial de Tóquio, não havia sido danificada pela guerra, e Ono se tornou colega de classe do Príncipe Akihito, o futuro imperador do Japão. Aos 14 anos, ela começou a treinar canto vocal em lieder.

### Faculdade
Ono se formou na Gakushūin em 1951 e foi aceita no programa de filosofia da Universidade Gakushuin como a primeira mulher a ingressar no departamento. No entanto, ela deixou a escola depois de dois semestres.
Ono juntou-se à sua família em Nova York em setembro de 1952, matriculando-se no vizinho Sarah Lawrence College. Os pais de Ono aprovaram sua escolha de faculdade, mas desaprovaram seu estilo de vida e a repreenderam por fazer amizade com pessoas que eles achavam que eram inferiores a ela. Em 1956, Ono deixou a faculdade para fugir com o compositor japonês Toshi Ichiyanagi, uma estrela na comunidade experimental de Tóquio, que então estudava na Juilliard.
No Sarah Lawrence, Ono estudou poesia com Alastair Reid, literatura inglesa com Kathryn Mansell e composição musical com André Singer, formado em Viena. Ono disse que seus heróis naquela época eram os compositores dodecafônicos Arnold Schoenberg e Alban Berg. Ela disse: "Fiquei fascinada com o que eles conseguiam fazer. Escrevi algumas canções dodecafônicas, mas então minha música entrou em uma área que meu professor achou que estava um pouco fora dos trilhos, e... ele disse: 'Bem, veja, há pessoas que fazem coisas parecidas com o que você faz, e elas são chamadas de vanguarda. '" Cantar a apresentou ao trabalho de Edgar Varèse, John Cage e Henry Cowell. Ono deixou a faculdade e mudou-se para Nova York em 1957, sustentando-se com trabalho de secretária e aulas de artes tradicionais japonesas na Japan Society.
Ono é frequentemente associada ao grupo Fluxus, uma associação informal de artistas de vanguarda inspirados no Dadaísmo, fundada no início da década de 1960 pelo artista lituano-americano George Maciunas . Maciunas promoveu seu trabalho, dando a Ono sua primeira exposição individual em sua AG Gallery em Nova York em 1961. Ele convidou formalmente Ono para se juntar ao Fluxus, mas ela recusou porque queria permanecer independente. No entanto, ela colaborou com Maciunas,  Charlotte Moorman, George Brecht e o poeta Jackson Mac Low, entre outros associados ao grupo. 

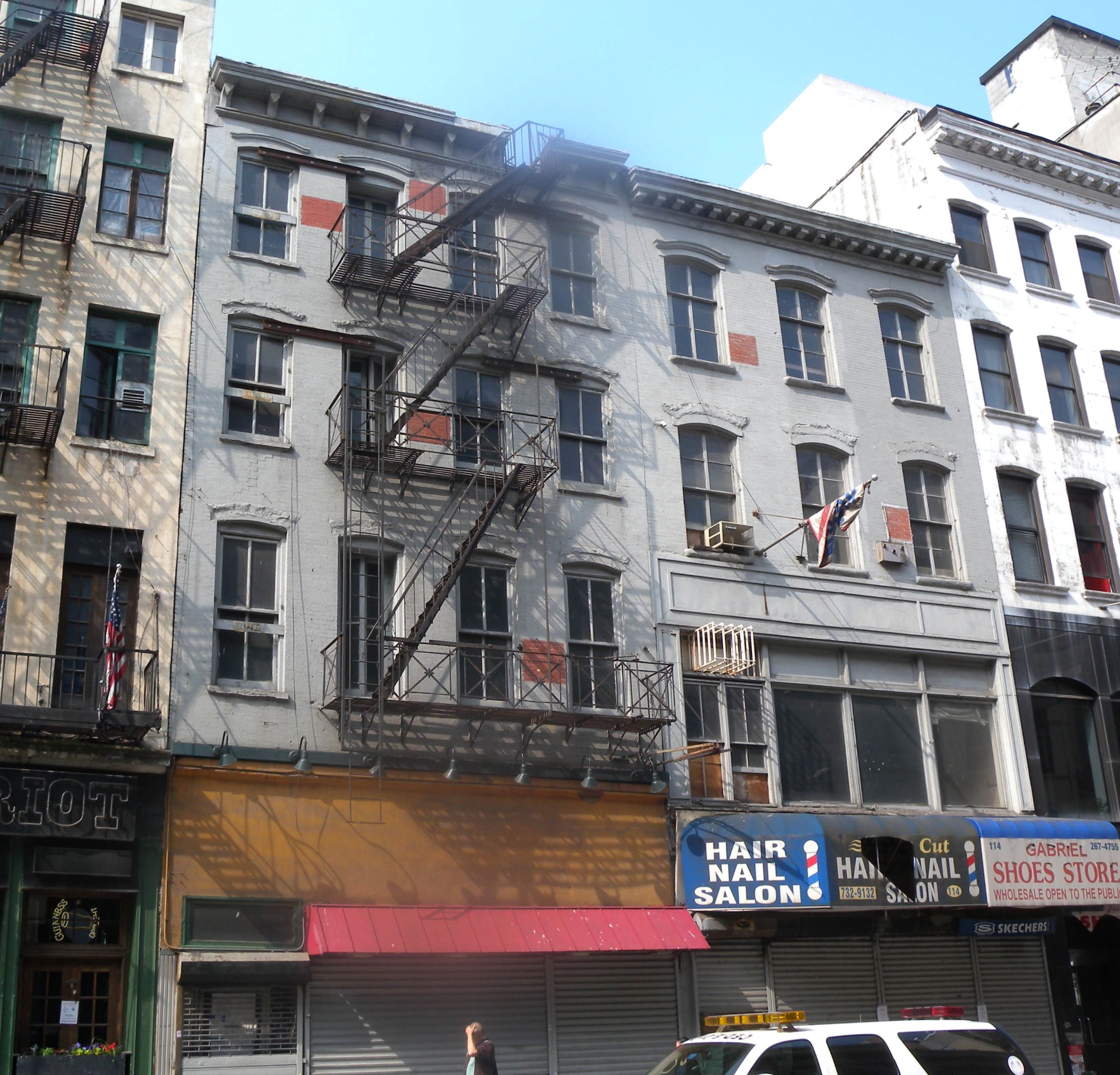
112 Chambers Street, local do loft de Ono na década de 1960, onde os eventos do Fluxus aconteciam, fotografado em 2011.

Ono conheceu John Cage por meio de seu aluno Ichiyanagi Toshi, na aula de composição experimental de Cage na New School for Social Research.  Ela foi apresentada a mais do neodadaísmo não convencional de Cage em primeira mão, e por meio de seus protegidos da cidade de Nova York, Allan Kaprow, Brecht, Mac Low, Al Hansen e o poeta Dick Higgins. 
Depois que Cage terminou de lecionar na New School no verão de 1960, Ono estava determinada a alugar um lugar para apresentar seus trabalhos junto com os trabalhos de outros artistas de vanguarda da cidade. Ela finalmente encontrou um loft barato no centro de Manhattan, na 112 Chambers Street, e usou o apartamento como estúdio e espaço de convivência, permitindo também que o compositor La Monte Young organizasse concertos no loft.  Ambos realizaram uma série de eventos lá de dezembro de 1960 a junho de 1961; os eventos contaram com a presença de pessoas como Marcel Duchamp e Peggy Guggenheim. Ono e Young alegaram ter sido os curadores principais desses eventos, com Ono alegando ter sido eventualmente empurrado para uma função subsidiária por Young.  Ono apresentou trabalho apenas uma vez durante a série.
Em 1961, Ono teve sua primeira grande apresentação pública em um concerto no Carnegie Recital Hall, com 258 lugares (menor que o "Main Hall"). Este concerto contou com música e performances experimentais radicais.
A série Chambers Street hospedou algumas das primeiras obras de arte conceituais de Ono, incluindo Painting to Be Stepped On, um pedaço de tela no chão que se tornou uma obra de arte completa quando pegadas foram deixadas nele. Com esse trabalho, Ono sugeriu que uma obra de arte não precisaria mais ser montada em uma parede e inacessível. Ela expôs este trabalho e outros trabalhos instrucionais novamente na Galeria AG de Macunias em julho de 1961. Depois que Ono incendiou uma pintura em uma apresentação, Cage a aconselhou a tratar o papel com retardante de chamas. Ela é creditada pela arte da capa do álbum Nirvana Symphony de Toshiro Mayuzumi, lançado pela Time Records em 1962.
Depois de viverem separados por vários anos, Ono e Ichiyanagi pediram o divórcio em 1962. Ono voltou para casa para viver com seus pais e, sofrendo de depressão clínica, foi brevemente internada em uma instituição mental japonesa.

### Início de carreira e maternidade
Em 28 de novembro de 1962, Ono casou-se com Anthony Cox, um produtor de cinema e promotor de arte americano que foi fundamental para garantir sua libertação da instituição mental. O segundo casamento de Ono foi anulado em 1º de março de 1963, porque ela não finalizou seu divórcio de Ichiyanagi. Após finalizar o divórcio, Cox e Ono se casaram novamente em 6 de junho de 1963. Ela deu à luz sua filha Kyoko Chan Cox dois meses depois, em 8 de agosto de 1963.
O casamento acabou rapidamente, mas o casal continuou trabalhando junto em prol de suas carreiras conjuntas. Eles se apresentaram no Sogetsu Hall, em Tóquio, com Ono deitada em cima de um piano tocado por John Cage. Logo, o casal retornou a Nova York com Kyoko. Nos primeiros anos do casamento, Ono deixou a maior parte da criação de Kyoko para Cox, enquanto ela se dedicava à arte em tempo integral, com Cox também gerenciando sua publicidade.
Ono teve um segundo compromisso no Carnegie Recital Hall em 1965, no qual estreou Cut Piece. Em setembro de 1966, Ono visitou Londres para conhecer o artista e ativista político Gustav Metzger no Destruction in Art Symposium em setembro de 1966. Ela foi a única artista mulher escolhida para realizar seus próprios eventos e apenas uma das duas convidadas para falar.  Ela estreou The Fog Machine durante seu Concert of Music for the Mind na Bluecoat Society of Arts em Liverpool, Inglaterra, em 1967.
Ono e Cox se divorciaram em 2 de fevereiro de 1969, e ela se casou com John Lennon no mesmo ano. Durante uma batalha pela custódia em 1971, Cox desapareceu com sua filha de oito anos. Ele ganhou a custódia após alegar com sucesso que Ono era uma mãe inadequada devido ao seu uso de drogas. O ex-marido de Ono mudou o nome de Kyoko para "Ruth Holman" e posteriormente criou a menina em uma organização conhecida como Igreja da Palavra Viva. Ono e Lennon procuraram por Kyoko por anos, mas sem sucesso. Ela finalmente veria Kyoko novamente em 1998.

### Relacionamento com John Lennon

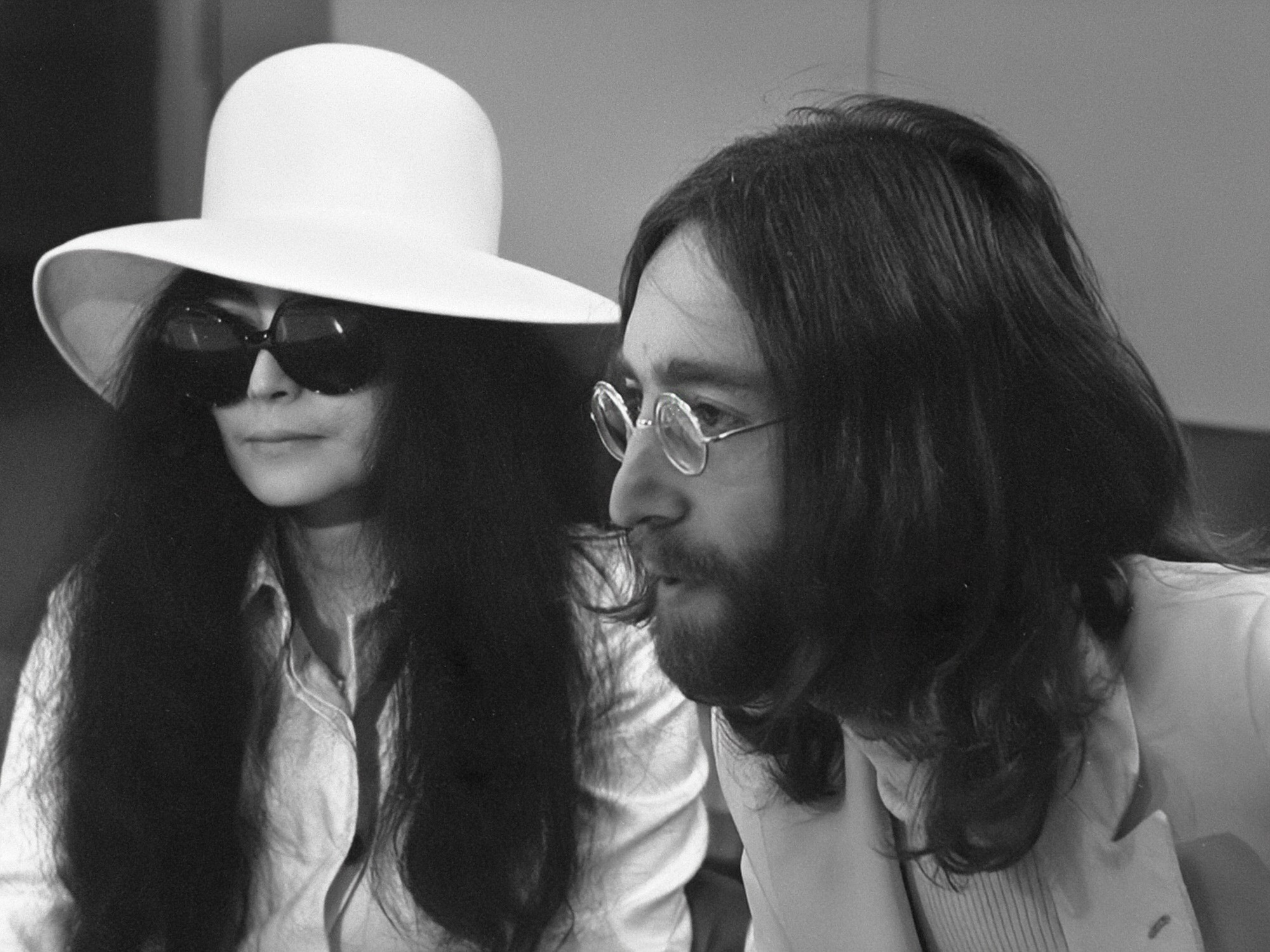
Ono e John Lennon quando se casaram, março de 1969

O primeiro contato de Ono com algum membro dos Beatles ocorreu quando ela visitou Paul McCartney em sua casa em Londres para obter um manuscrito de uma canção de Lennon-McCartney para um livro em que John Cage estava trabalhando, Notations.  McCartney recusou-se a dar-lhe qualquer um dos seus manuscritos, mas sugeriu que Lennon poderia fazê-lo.  Mais tarde, Lennon deu a Ono a letra original escrita à mão de "The Word". 
Ono e Lennon se conheceram em 7 de novembro de 1966, na Indica Gallery, em Londres, onde ela preparava Unfinished Paintings, sua exposição de arte conceitual sobre pintura e escultura interativas. Eles foram apresentados pelo galerista John Dunbar.  Uma peça, Ceiling Painting/Yes Painting, tinha uma escada pintada de branco com uma lupa no topo. Quando Lennon subiu a escada, ele olhou através da lupa e conseguiu ler a palavra SIM, que estava escrita em miniatura. Ele gostou muito dessa experiência, pois era uma mensagem positiva, enquanto a maioria das artes conceituais que ele encontrou na época eram contra tudo.
Lennon também ficou intrigado com Hammer a Nail, de Ono, em que os espectadores eram convidados a martelar um prego em uma tábua de madeira pintada de branco. Embora a exposição ainda não tivesse sido aberta, Lennon queria pregar um prego na tábua limpa, mas Ono o impediu. Dunbar perguntou a ela: "Você não sabe quem é esse? Ele é um milionário! Ele pode comprar." Ono fingiu não conhecer os Beatles (mesmo tendo ido ver Paul McCartney pedindo uma trilha sonora dos Beatles), mas cedeu com a condição de que Lennon lhe pagasse cinco xelins, ao que Lennon respondeu: "Vou te dar cinco xelins imaginários e martelar um prego imaginário."
Em uma entrevista de 2002, Ono disse: "Eu me senti muito atraída por ele. Foi uma situação realmente estranha." Ono começou a escrever para Lennon, enviando-lhe suas obras de arte conceituais, e logo os dois começaram a se corresponder. Em setembro de 1967, Lennon patrocinou o show solo de Ono, Half-A-Wind Show, na Lisson Gallery em Londres. Quando a esposa de Lennon, Cynthia, pediu uma explicação sobre o porquê de Ono estar telefonando para casa, ele disse a ela que Ono estava apenas tentando obter dinheiro para suas "besteiras de vanguarda". 
No início de 1968, enquanto os Beatles faziam sua visita à Índia, Lennon escreveu a canção "Julia" e incluiu uma referência a Ono: "Ocean child calls me", referindo-se à tradução da grafia japonesa de Yoko. Em maio de 1968, enquanto sua esposa estava de férias na Grécia, Lennon convidou Ono para uma visita. Eles passaram a noite gravando uma seleção de loops de fitas de vanguarda, após o que, segundo ele, "fizeram amor ao amanhecer". As gravações feitas pelos dois durante essa sessão acabaram se tornando seu primeiro álbum colaborativo, a obra de música concreta Unfinished Music No. 1: Two Virgins. Quando a esposa de Lennon voltou para casa, ela encontrou Ono vestindo seu roupão e tomando chá com Lennon, que simplesmente disse: "Oh, oi."
Em 24 e 25 de setembro de 1968, Lennon escreveu e gravou "Happiness Is a Warm Gun", que contém referências sexuais a Ono. Ono engravidou, mas teve um aborto espontâneo de um filho homem em 21 de novembro de 1968, algumas semanas após o divórcio de Lennon e Cynthia ter sido concedido.   Em 12 de dezembro de 1968, Lennon e Ono participaram do documentário da BBC sobre os Rolling Stones, The Rolling Stones Rock and Roll Circus, junto com vários outros músicos famosos. Lennon apresentou sua composição dos Beatles "Yer Blues" no final, com uma performance vocal improvisada de Ono completando o set. O filme só seria lançado em 1996, devido à morte de Brian Jones, membro fundador dos Rolling Stones, alguns meses após as filmagens.

#### Primeiras colaborações, casamento e "bed-ins"
Durante os dois últimos anos dos Beatles, Lennon e Ono criaram e participaram de protestos públicos contra a Guerra do Vietnã. Eles colaboraram em uma série de gravações de vanguarda, começando em 1968 com Unfinished Music No.1: Two Virgins, que notoriamente apresentava uma imagem sem retoques dos dois artistas nus na capa. No mesmo ano, o casal contribuiu com uma colagem sonora experimental para o autointitulado "Álbum Branco" dos Beatles, chamado "Revolution 9", com Ono contribuindo com vocais adicionais para "Birthday", e uma linha vocal principal em "The Continuing Story of Bungalow Bill", marcando a única ocasião em uma gravação dos Beatles em que uma mulher canta os vocais principais.

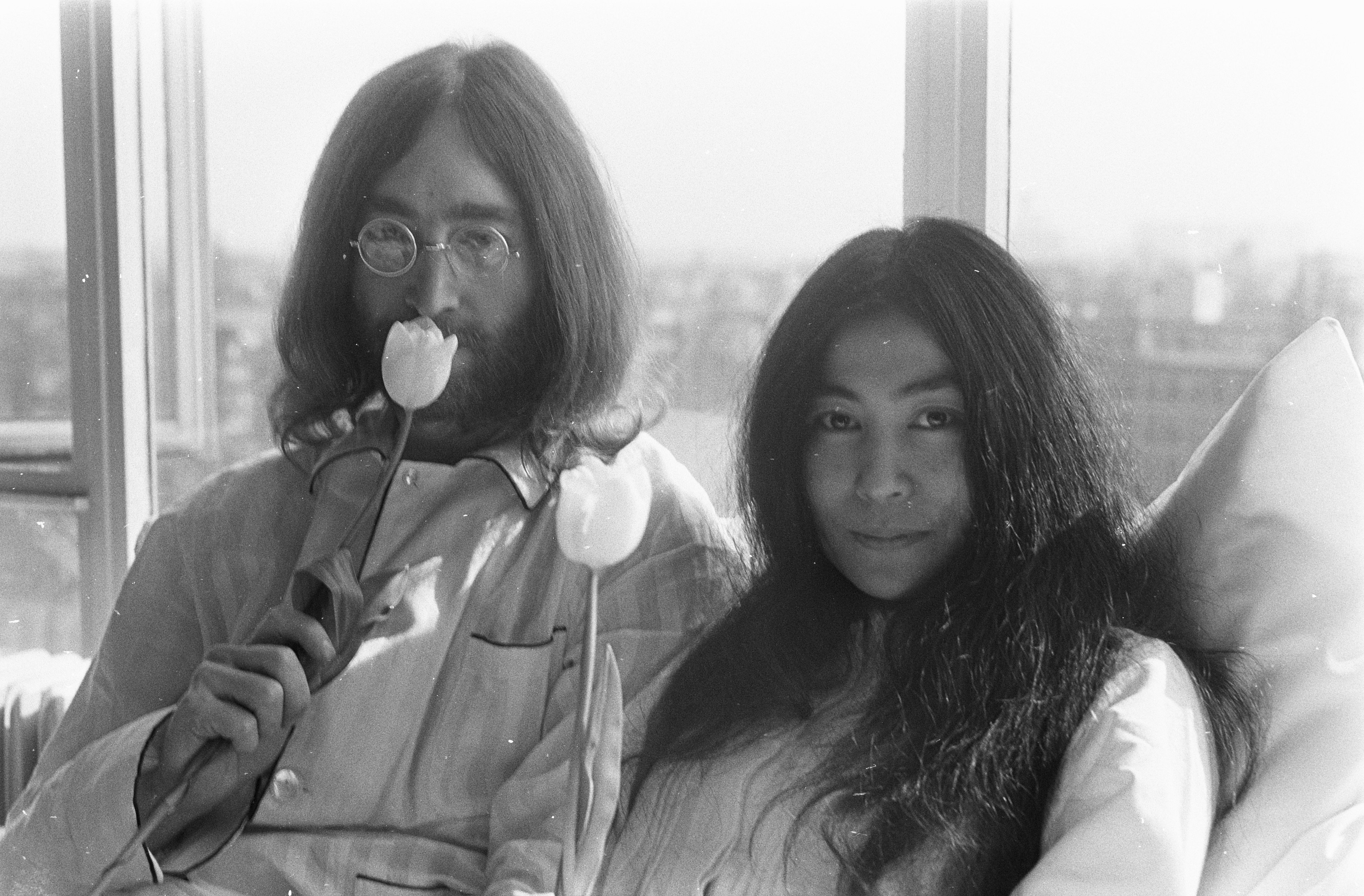
Lennon e Ono em um bed-in no Hilton Amsterdam, março de 1969

Em 20 de março de 1969, Lennon e Ono se casaram no cartório de Gibraltar e passaram a lua de mel em Amsterdã, fazendo campanha com uma semana de confinamento pela paz. Eles planejaram outra hospedagem nos EUA, mas a entrada no país foi negada. Eles fizeram um no Queen Elizabeth Hotel em Montreal, onde gravaram "Give Peace a Chance".  Lennon mais tarde declarou seu arrependimento por se sentir "culpado o suficiente para dar crédito a McCartney como co-autor do meu primeiro single independente em vez de dá-lo a Yoko, que na verdade o escreveu comigo". O casal frequentemente combinava advocacia com arte performática, como no " bagism ", introduzido pela primeira vez durante uma coletiva de imprensa em Viena, onde satirizavam o preconceito e os estereótipos usando uma bolsa sobre todo o corpo. Lennon detalhou esse período na canção dos Beatles "The Ballad of John and Yoko".
Durante a coletiva de imprensa do Amsterdam Bed-In, Yoko também gerou polêmica na comunidade judaica por dizer durante a coletiva de imprensa que: "Se eu fosse uma garota judia na época de Hitler, eu me aproximaria dele e me tornaria sua namorada. Depois de 10 dias na cama, ele mudaria de ideia. Este mundo precisa de comunicação. E fazer amor é uma ótima maneira de se comunicar."
Lennon mudou seu nome por escritura pública em 22 de abril de 1969, trocando Winston por Ono como nome do meio. Embora ele tenha usado o nome John Ono Lennon depois disso, documentos oficiais se referiam a ele como John Winston Ono Lennon. O casal se estabeleceu em Tittenhurst Park em Sunninghill, Berkshire, no sudeste da Inglaterra. Quando Ono se feriu em um acidente de carro, Lennon providenciou que uma cama king-size fosse levada para o estúdio de gravação enquanto ele trabalhava no último álbum gravado dos Beatles, Abbey Road.

#### The Plastic Ono Band
Depois de "The Ballad of John and Yoko", Lennon e Ono decidiram que seria melhor formar sua própria banda para lançar seu trabalho artístico mais novo e pessoalmente representativo, em vez de lançar o material sonoro como os Beatles. Para este fim, eles formaram a Plastic Ono Band, um nome baseado em seu projeto de arte conceitual Fluxus de 1968 com o mesmo nome. A Plastic Ono Band foi concebida pela primeira vez por Ono em 1967 como uma ideia para uma exposição de arte em Berlim mas a Plastic Ono Band foi fisicamente realizada pela primeira vez em 1968 como uma maquete de máquina multimídia por John Lennon, também chamada de The Plastic Ono Band . Em 1968, Lennon e Ono iniciaram um relacionamento pessoal e artístico no qual decidiram creditar seus futuros empreendimentos ao trabalho da The Plastic Ono Band. Sob esse nome, Ono e Lennon colaboraram em diversas exposições de arte, concertos, happenings e projetos experimentais de gravação de música ruidosa, incluindo uma instalação de som e luz na assessoria de imprensa da Apple, que consistia em quatro colunas de acrílico, cada uma representando um membro dos Beatles, com uma segurando um gravador e um amplificador, a segunda um circuito fechado de TV e uma câmera, a terceira um toca-discos e um amplificador, e a quarta um show de luzes em miniatura e um alto-falante. Logo depois, o nome The Plastic Ono Band foi usado na gravação e lançamento de álbuns mais tradicionais baseados em rock.

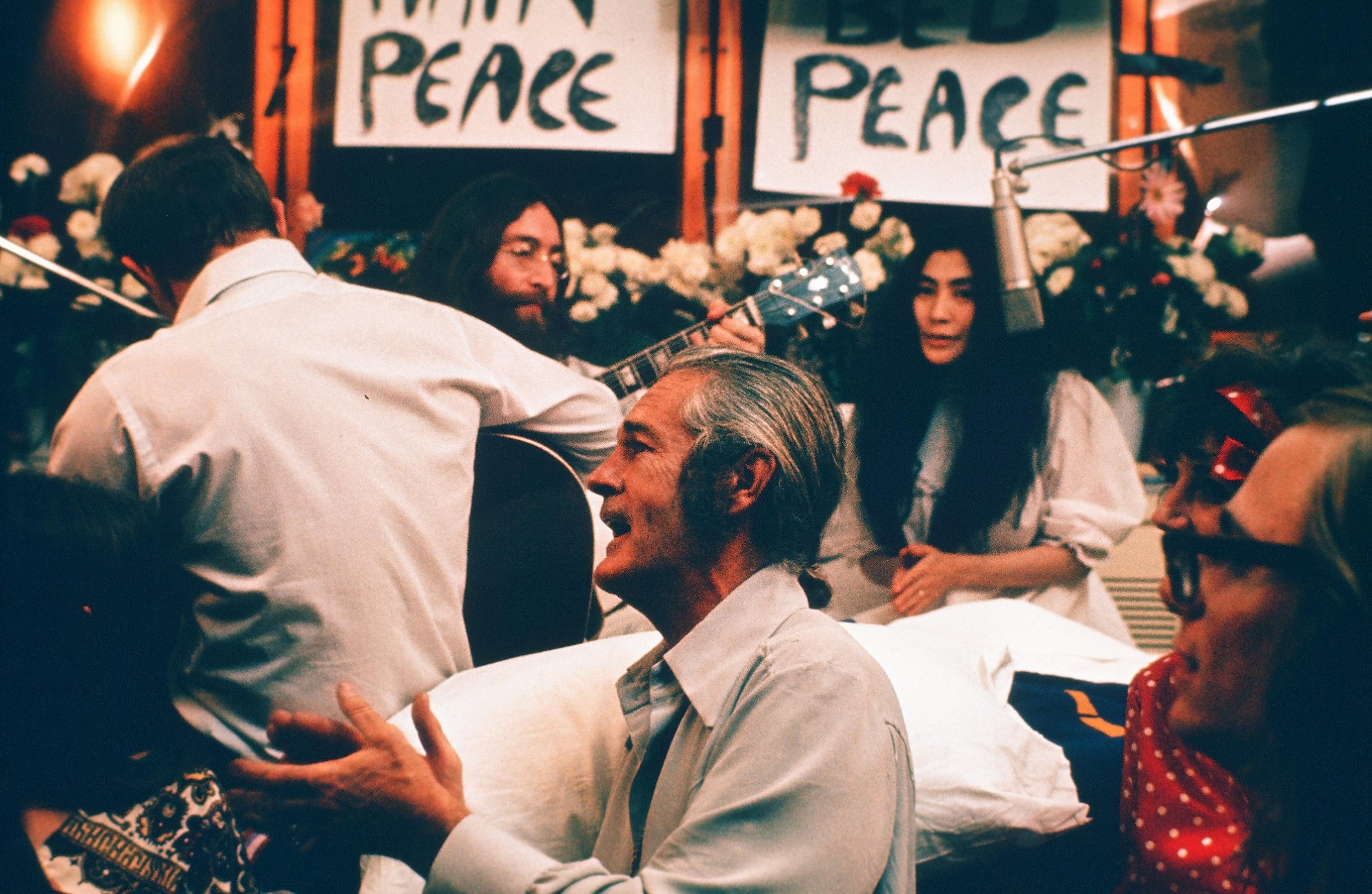
Lennon e Ono gravando "Give Peace a Chance", no Queen Elizabeth Hotel, Montreal, 1969

Em julho de 1969, o primeiro single solo de Lennon, "Give Peace a Chance" (apoiado por "Remember Love" de Ono), foi o primeiro lançamento a ser creditado à Plastic Ono Band. Foi seguido em outubro por "Cold Turkey" (apoiado por "Don't Worry Kyoko (Mummy's Only Looking for Her Hand in the Snow)" de Ono). Os singles foram seguidos em dezembro pelo primeiro álbum do grupo, Live Peace in Toronto 1969, que foi gravado ao vivo no festival Toronto Rock and Roll Revival em setembro. Esta encarnação do grupo também consistia no guitarrista Eric Clapton, no baixista Klaus Voormann e no baterista Alan White. A primeira metade da apresentação consistiu em standards de rock. Durante a segunda metade, Ono pegou o microfone e executou duas composições originais baseadas em feedback, "Don't Worry Kyoko" e "John John (Let's Hope for Peace)", constituindo a totalidade da segunda metade do álbum ao vivo.

#### Yoko Ono/Plastic Ono BandeFly
Ono lançou seu primeiro álbum solo, Yoko Ono/Plastic Ono Band, em 1970, como uma peça complementar ao álbum John Lennon/Plastic Ono Band de Lennon. Os dois álbuns também tiveram capas complementares: a de Ono trazia uma foto dela encostada em Lennon, e a de Lennon, uma foto dele encostado em Ono. Seu álbum incluía vocais crus e ásperos, que tinham semelhança com sons da natureza (especialmente aqueles feitos por animais) e técnicas de free jazz usadas por músicos de sopro e metais. Entre os artistas estavam Ornette Coleman, outros renomados artistas de free jazz e Ringo Starr. Algumas músicas do álbum consistiam em vocalizações sem palavras, em um estilo que influenciaria Meredith Monk e outros artistas musicais que usaram gritos e ruídos vocais em vez de palavras. O álbum alcançou a posição 182 nas paradas dos EUA.

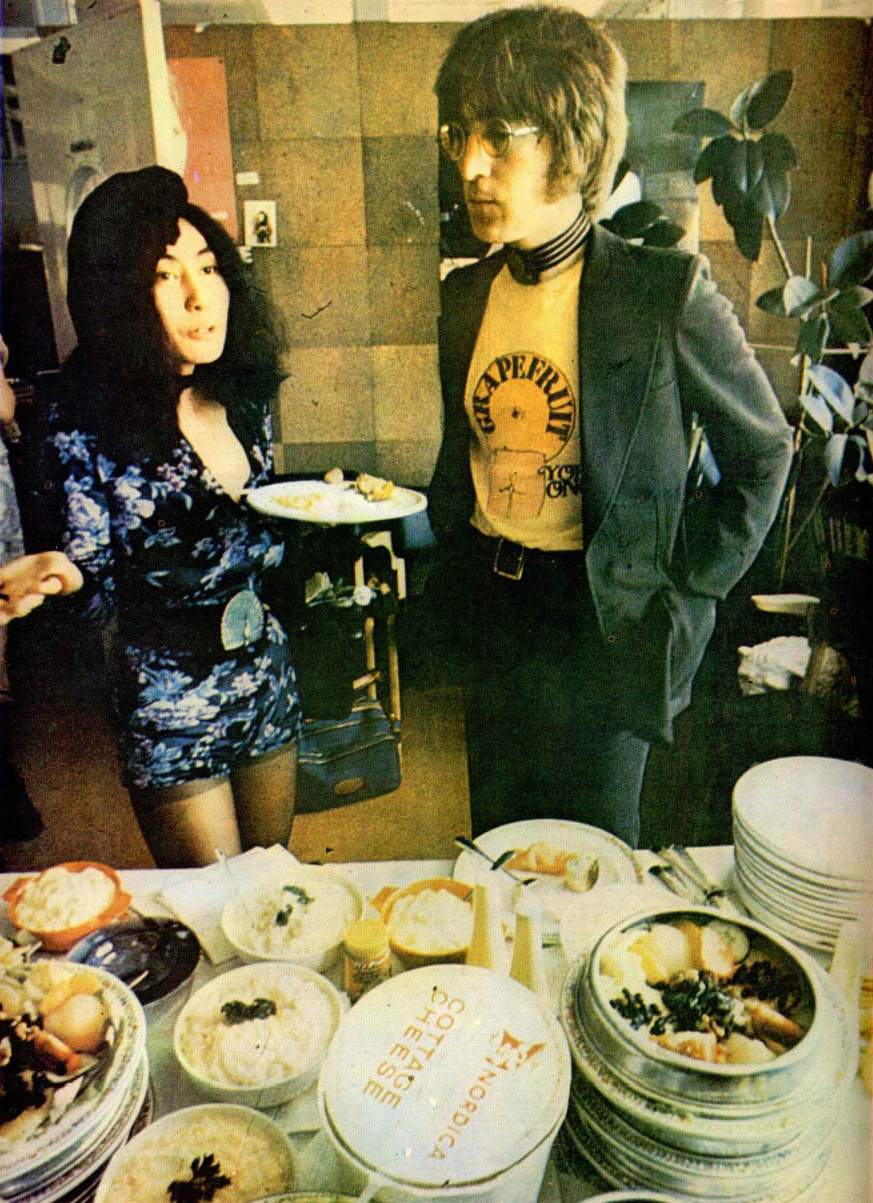
Ono e Lennon, c. 1971

Quando Lennon foi convidado para tocar com Frank Zappa no Fillmore (então Filmore West) em 5 de junho de 1971, Ono se juntou a eles. Mais tarde naquele ano, ela lançou Fly, um álbum duplo. Nele, ela explorou o rock psicodélico um pouco mais convencional com faixas como "Midsummer New York" e "Mind Train", além de uma série de experimentos com o Fluxus. Ela também teve pouca repercussão nas rádios com a balada "Mrs. Lennon". A faixa "Don't Worry, Kyoko (Mummy's Only Looking for Her Hand in the Snow)" foi uma ode à filha desaparecida de Ono, e contou com Eric Clapton na guitarra. Em 1971, enquanto estudava com Maharishi Mahesh Yogi em Maiorca, Espanha, o ex-marido de Ono, Anthony Cox, acusou Ono de sequestrar sua filha Kyoko do jardim de infância. Eles chegaram a um acordo extrajudicial e as acusações foram retiradas. Cox acabou se mudando com Kyoko. Ono não veria a filha até 1998. Durante esse tempo, ela escreveu "Don't Worry Kyoko", que também aparece no álbum Live Peace in Toronto 1969, de Lennon e Ono, além de Fly . Kyoko também é referenciada na primeira linha de "Happy Xmas (War Is Over)" quando Yoko sussurra "Feliz Natal, Kyoko", seguido por Lennon sussurrando, "Feliz Natal, Julian". A música alcançou a quarta posição no Reino Unido, onde seu lançamento foi adiado até 1972, e ressurgiu periodicamente na parada de singles do Reino Unido. Originalmente uma canção de protesto sobre a Guerra do Vietnã, "Happy Xmas (War Is Over)" tornou-se um padrão de Natal. Em agosto, o casal apareceu junto em um evento beneficente no Madison Square Garden com Roberta Flack, Stevie Wonder e Sha Na Na para crianças com deficiência mental, organizado por Geraldo Rivera da WABC-TV. 
Em uma edição de 2018 da Portland Magazine, o editor Colin W. Sargent escreve sobre uma entrevista com Yoko enquanto ela visitava Portland, Maine, em 2005. Ela falou sobre dirigir ao longo da costa com Lennon e sonhava em comprar uma casa no Maine. "Conversamos animadamente no carro. Estávamos procurando uma casa à beira-mar... Examinamos o lugar! Continuamos dirigindo para o norte, seguindo a beira-mar, até que não me lembro mais do nome da cidade. Na verdade, subimos bastante, porque era tão lindo."
Em 1973, Ono gravou um single, "Joseijoi Banzai, Parts 1 and 2", com músicos conhecidos como Plastic Ono Band e Elephants Memory, e o lançou apenas no Japão. Ela aplaudiu o feminismo ao combinar letras inspiradas em canções de guerra japonesas com ritmos pop, sinalizando uma nova direção.

#### Separação e reconciliação

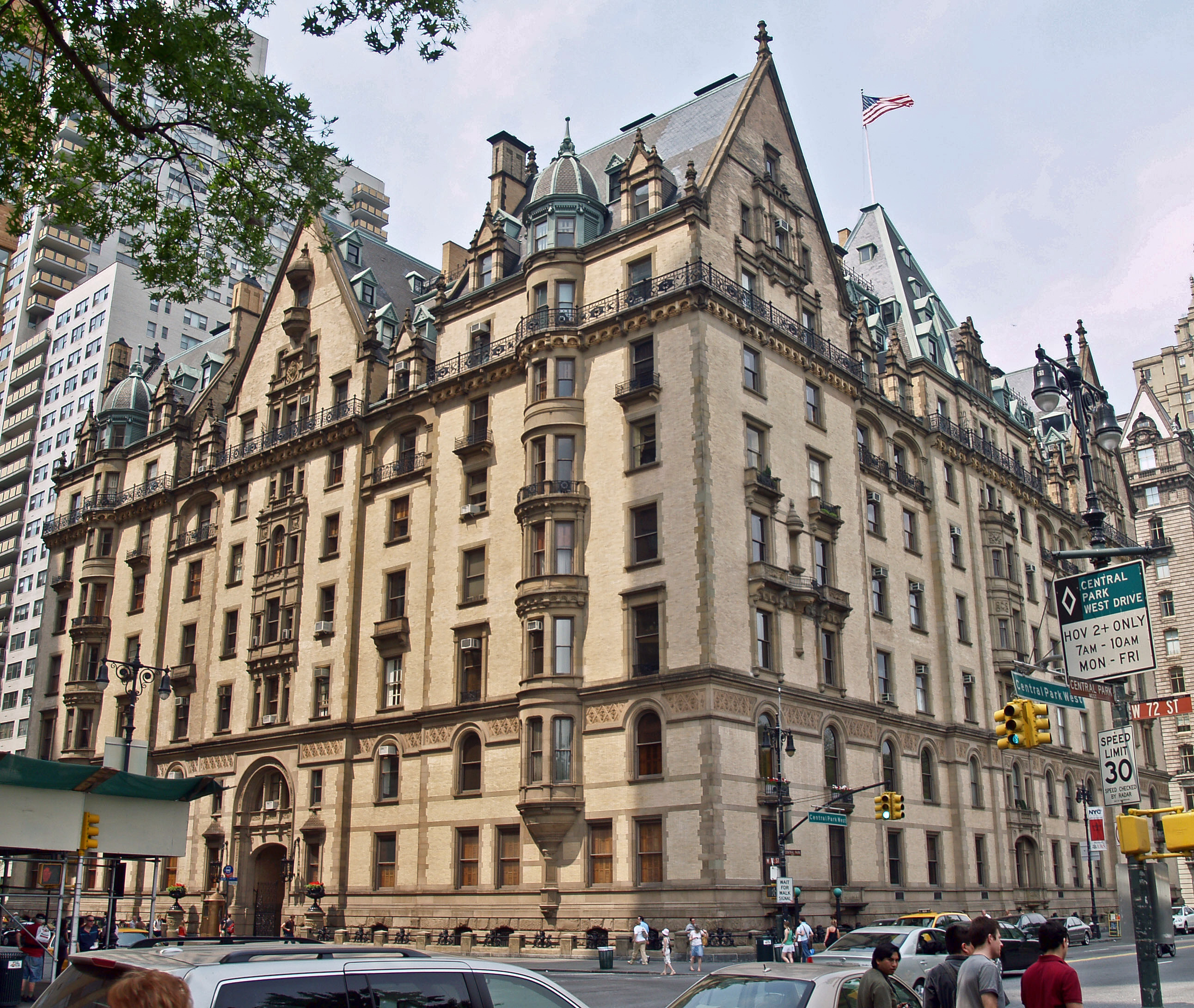
The Dakota, residência de Ono de 1973 a 2023

Após a separação dos Beatles em 1970, Ono e Lennon viveram juntos em Londres e depois se mudaram definitivamente para Manhattan para escapar do racismo dos tablóides em relação a Ono. O relacionamento deles ficou tenso porque Lennon estava enfrentando deportação devido a acusações de tráfico de drogas que haviam sido feitas contra ele na Inglaterra, e por causa da separação de Ono de sua filha. O casal se separou em julho de 1973, com Ono seguindo sua carreira e Lennon morando entre Los Angeles e Nova York com a assistente pessoal May Pang; Ono deu sua bênção ao relacionamento de Lennon e Pang. 
Em dezembro de 1974, Lennon e Pang consideraram comprar uma casa juntos, e ele se recusou a aceitar os telefonemas de Ono. No mês seguinte, Lennon concordou em se encontrar com Ono, que alegou ter encontrado uma cura para o tabagismo. Após a reunião, Lennon não voltou para casa nem ligou para Pang. Quando ela telefonou no dia seguinte, Ono disse que Lennon não estava disponível porque estava exausto após uma sessão de hipnoterapia. Dois dias depois, Lennon reapareceu em uma consulta odontológica conjunta com Pang; ele estava estupefato e confuso a tal ponto que Pang acreditou que ele havia sofrido uma lavagem cerebral. Ele disse a ela que sua separação de Ono havia terminado, embora Ono permitisse que ele continuasse a vê-la como sua amante, o que não aconteceu. 
O filho de Ono e Lennon, Sean, nasceu em 9 de outubro de 1975, aniversário de 35 anos de Lennon. Após o nascimento de Sean, Lennon e Ono deram uma pausa na indústria musical, com Lennon se tornando um pai que fica em casa para cuidar de seu filho pequeno. Sean seguiu os passos de seus pais com uma carreira na música; ele faz trabalhos solo, trabalha com Ono e formou bandas como The Ghost of a Saber Tooth Tiger e The Claypool Lennon Delirium.

### Retorno à música e ao assassinato de Lennon
No início de 1980, Lennon ouviu "Rock Lobster", de Lene Lovich e The B-52s enquanto estava de férias nas Bermudas. Este último lembrou-lhe o som musical de Ono e ele interpretou isso como uma indicação de que ela havia alcançado o mainstream (a banda havia sido de fato influenciada por Ono). Ono e Lennon começaram a trocar músicas por telefone, acumulando rapidamente material suficiente para gravar. O álbum que surgiu foi estruturado como um diálogo e seria creditado a John Lennon e Yoko Ono como dupla. Também marcaria o retorno de Lennon aos olhos do público após uma ausência de cinco anos, bem como uma reconciliação pública de Ono e Lennon.

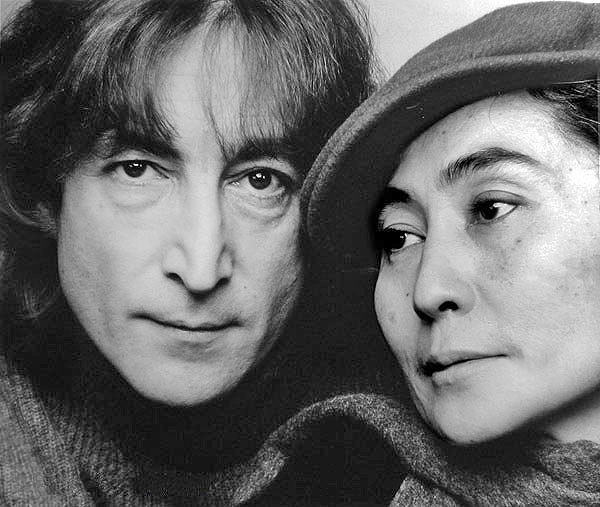
Lennon e Ono em 1980, pouco antes de seu assassinato

Double Fantasy foi lançado em 17 de novembro de 1980 e recebeu críticas iniciais mornas, com muitas das críticas centradas na idealização do casamento de Lennon e Ono e na suposta felicidade doméstica. No entanto, a recepção e o legado do álbum ficariam para sempre ligados ao que aconteceu poucas semanas após seu lançamento.
Na noite de 8 de dezembro de 1980, Lennon e Ono estavam no Record Plant Studio trabalhando na música de Ono "Walking on Thin Ice". Quando retornaram para sua casa em Manhattan, The Dakota, Lennon foi morto a tiros por Mark David Chapman, que o perseguia há dois meses. Yoko embalou Lennon moribundo em seus braços e, por um tempo, viveu com medo constante do assassinato dela e de seu filho Sean.
Após a morte de John, o decorador de interiores Sam Havadtoy mudou-se para apoiá-la. "Walking on Thin Ice (For John)" foi lançado como single menos de um mês depois e se tornou o primeiro sucesso de Ono nas paradas como artista solo, chegando ao número 58 e ganhando espaço significativo nas rádios underground. Double Fantasy recebeu uma reavaliação crítica instantânea, tornando-se um álbum marcante da década de 1980 e rendendo a Ono o prêmio Grammy de Álbum do Ano de 1981 no 24º Grammy Awards.
Em 1981, ela lançou o álbum Season of Glass, que trazia na capa a impressionante foto dos óculos ensanguentados de Lennon ao lado de um copo de água meio cheio, com uma janela com vista para o Central Park ao fundo. Esta fotografia foi vendida em um leilão em Londres em abril de 2002 por cerca de US$ 13.000. Nas notas do encarte de Season of Glass, Ono explicou que o álbum não foi dedicado a Lennon porque "ele teria ficado ofendido - ele era um de nós". O álbum recebeu críticas altamente favoráveis e refletiu o humor do público após o assassinato de Lennon.
Em 1982, ela lançou It's Alright. A capa mostra Ono usando óculos escuros, olhando para o sol, enquanto na parte de trás o fantasma de Lennon olha para ela e seu filho. O álbum obteve sucesso menor nas paradas e veiculação nas rádios com o single "Never Say Goodbye".
Em 1984, um álbum tributo intitulado Every Man Has a Woman foi lançado, apresentando uma seleção de canções escritas por Ono interpretadas por artistas como Elvis Costello, Roberta Flack, Eddie Money, Rosanne Cash e Harry Nilsson. Mais tarde naquele ano, o último álbum de Ono e Lennon, Milk and Honey, foi lançado como uma mistura de gravações inacabadas de Lennon das sessões de Double Fantasy e novas gravações de Ono. Alcançou a posição nº 3 no Reino Unido e nº 11 nos EUA, tornando-se ouro em ambos os países, bem como no Canadá.
Ono financiou a construção e manutenção do memorial Strawberry Fields no Central Park de Manhattan, em frente ao Dakota, que foi o cenário do assassinato. Foi oficialmente inaugurado em 9 de outubro de 1985, que seria seu 45º aniversário.
O último álbum de Ono da década de 1980 foi Starpeace, um álbum conceitual que ela pretendia ser um antídoto ao sistema de defesa antimísseis "Star Wars" de Ronald Reagan. Na capa, uma Ono calorosa e sorridente segura a Terra na palma da mão. Starpeace se tornou o trabalho não relacionado a Lennon de maior sucesso de Ono. O single "Hell in Paradise" foi um sucesso, alcançando a posição 16 nas paradas de dança dos EUA e a posição 26 na Billboard Hot 100, e o vídeo, dirigido por Zbigniew Rybczyński, recebeu grande exibição na MTV e ganhou o prêmio de "Vídeo Mais Inovador" no Billboard Music Video Awards em 1986.
Em 1986, Ono partiu em uma turnê mundial de boa vontade para a Starpeace, visitando principalmente os países do Leste Europeu.

### Ressurgimento e colaborações
Em 1990, Ono colaborou com o consultor musical Jeff Pollack para homenagear o que seria o 50º aniversário de Lennon com uma transmissão mundial de "Imagine". Mais de 1.000 estações em mais de 50 países participaram da transmissão simultânea. Ono sentiu que o momento era perfeito, considerando os conflitos crescentes no Oriente Médio, Europa Oriental e Alemanha.
Ono entrou em um hiato musical após o lançamento de Starpeace, até assinar com a Rykodisc em 1992 e lançar o box set completo de seis discos Onobox. O box set incluía destaques remasterizados dos álbuns solo de Ono e material inédito das sessões do "fim de semana perdido" de 1974. Ela também lançou uma amostra de um disco com destaques do Onobox, simplesmente intitulado Walking on Thin Ice. Naquele ano, ela concedeu uma longa entrevista ao jornalista musical Mark Kemp para uma matéria de capa na revista de música alternativa Option. A história lançou um olhar revisionista sobre a música de Ono para uma nova geração de fãs mais receptivos ao seu papel como pioneira na mistura de música pop e de vanguarda.
Em 1994, Ono produziu seu próprio musical off-Broadway intitulado New York Rock, que apresentava interpretações da Broadway de suas canções.
Em 1995, Ono lançou Rising, uma colaboração com seu filho Sean e sua então banda, Ima. Rising deu origem a uma turnê mundial que passou pela Europa, Japão e Estados Unidos. No ano seguinte, ela colaborou com vários músicos de rock alternativo para um EP intitulado Rising Mixes. Os remixadores convidados do material do Rising incluíram Cibo Matto, Ween, Tricky e Thurston Moore.
Em 1997, a Rykodisc relançou o catálogo de gravações solo de Ono em CD, da Yoko Ono/Plastic Ono Band pela Starpeace . Ono e seu engenheiro Rob Stevens remasterizaram pessoalmente o áudio, e várias faixas bônus foram adicionadas, incluindo outtakes, demos e cortes ao vivo. No mesmo ano, Ono e a Fundação BMI estabeleceram um programa anual de competição musical para compositores de gêneros musicais contemporâneos para homenagear a memória de John Lennon e seu grande legado criativo. Mais de US$ 350.000 foram doados por meio das Bolsas de Estudo John Lennon da BMI Foundation para jovens músicos talentosos nos Estados Unidos, tornando-se um dos prêmios mais respeitados para compositores emergentes.
Em 2000, Ono fundou o Museu John Lennon em Saitama, Japão, que abrigava mais de 130 peças de recordações de Lennon e dos Beatles da coleção particular de Ono. O museu fechou em 2010.
O álbum conceitual feminista de Ono, Blueprint for a Sunrise, foi lançado em 2001. Um mês após os ataques de 11 de setembro, Ono organizou o concerto "Come Together: A Night for John Lennon's Words and Music" no Radio City Music Hall. Apresentado pelo ator Kevin Spacey e estrelado por Lou Reed, Cyndi Lauper e Nelly Furtado, arrecadou dinheiro para os esforços de socorro aos vítimas do 11 de setembro e foi ao ar na TNT e na WB.

### Vida posterior e sucessos nas paradas de dance music

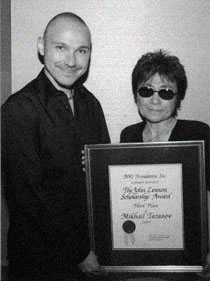
Svoy e Yoko Ono, do Universal Music Group, na BMI, em Nova York, em 2004.

Em 2002, Ono se juntou ao B-52 em Nova York para seus shows de 25º aniversário; ela apareceu para o bis e cantou "Rock Lobster" com a banda. Em março de 2002, ela esteve presente com Cherie Blair na inauguração de uma estátua de Lennon de dois metros de altura para marcar a mudança de nome do aeroporto de Liverpool para Aeroporto John Lennon de Liverpool.
A partir de 2003, alguns DJs remixaram outras músicas de Ono para casas noturnas. Para o projeto de remix, ela abandonou seu primeiro nome e ficou conhecida simplesmente como "ONO", em resposta às piadas "Oh, não!" que a perseguiram ao longo de sua carreira. Ono obteve grande sucesso com novas versões de "Walking on Thin Ice", remixadas pelos principais DJs e artistas de dança, incluindo Pet Shop Boys, Orange Factory, Peter Rauhofer e Danny Tenaglia. Em abril de 2003, Walking on Thin Ice (Remixes) de Ono foi classificado como número 1 na parada Dance/Club Play da Billboard, rendendo a Ono seu primeiro hit número 1. Ela teria um segundo hit número 1 na mesma parada em novembro de 2004 com "Everyman... Everywoman...", uma regravação de sua canção "Every Man Has a Woman Who Loves Him".
Durante a Bienal de Liverpool em 2004, Ono inundou a cidade com duas imagens em faixas, bolsas, adesivos, cartões postais, panfletos, pôsteres e emblemas: uma do seio nu de uma mulher, a outra da vulva da mesma modelo. Durante sua estadia na cidade natal de Lennon, ela disse que ficou "surpresa" com o renascimento da cidade. A peça, intitulada My Mummy Was Beautiful, foi dedicada à mãe de Lennon, Julia, que morreu quando ele era adolescente. Segundo Ono, o trabalho pretendia ser inocente, não chocante; ela estava tentando replicar a experiência de um bebê olhando para o corpo de sua mãe, sendo essas partes do corpo da mãe a introdução da criança à humanidade.
Ono se apresentou na cerimônia de abertura dos Jogos Olímpicos de Inverno de 2006 em Turim, Itália, Como muitos outros artistas durante a cerimônia, ela usou branco para simbolizar a neve do inverno. Ela leu um poema em verso livre clamando pela paz mundial como introdução à performance de "Imagine" de Peter Gabriel.
Em 13 de dezembro de 2006, um dos guarda-costas de Ono foi preso depois de ter sido filmado tentando extorquir US$ 2 milhões dela. As fitas revelaram que ele ameaçou divulgar conversas privadas e fotografias. Sua fiança foi revogada e ele se declarou inocente de duas acusações de tentativa de furto. Em 16 de fevereiro de 2007, um acordo foi fechado e as acusações de extorsão foram retiradas, e ele se declarou culpado de tentativa de furto qualificado de terceiro grau, um crime grave, e foi sentenciado aos 60 dias que já havia passado na prisão. Depois de ler uma declaração sem pedir desculpas, ele foi entregue aos funcionários da imigração porque também foi considerado culpado de permanecer no país por mais tempo do que o seu visto de negócios.

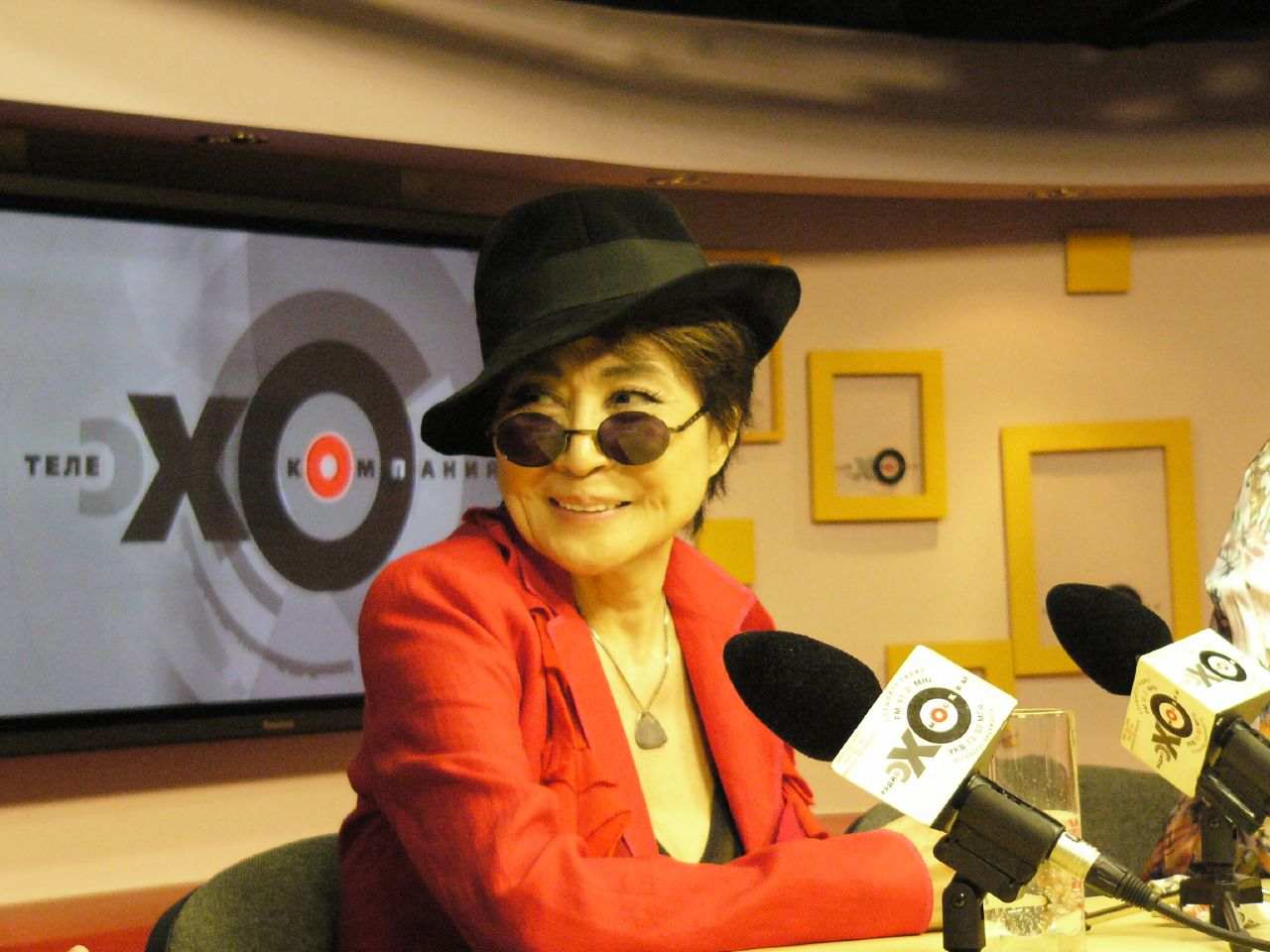
Ono na estação de rádio Echo of Moscow, 2007

Ono lançou o álbum Yes, I'm a Witch em fevereiro de 2007, uma coleção de remixes e covers de seu catálogo anterior por vários artistas, incluindo The Flaming Lips, Cat Power, Anohni, DJ Spooky, Porcupine Tree e Peaches, junto com uma edição especial de Yoko Ono/Plastic Ono Band. Yes, I'm a Witch foi muito bem recebido pela crítica. Uma compilação semelhante de remixes de dança de Ono intitulada Open Your Box também foi lançada em abril.
Em 26 de junho de 2007, Ono apareceu no Larry King Live junto com McCartney, Starr e Olivia Harrison. Ela foi a atração principal do Pitchfork Music Festival em Chicago em 14 de julho de 2007, apresentando um set completo que misturava música e performance. Ela cantou "Mulberry", uma música sobre seu tempo no campo após o colapso japonês na Segunda Guerra Mundial, pela terceira vez, com Thurston Moore. Ela já havia cantado a música com John e Sean. Em 9 de outubro daquele ano, a Imagine Peace Tower na Ilha Viðey, na Islândia, dedicada à paz e a Lennon, foi inaugurada com a presença dela, Sean, Ringo e Olivia. Todos os anos, entre 9 de outubro e 8 de dezembro, ele projeta um feixe vertical de luz no céu.

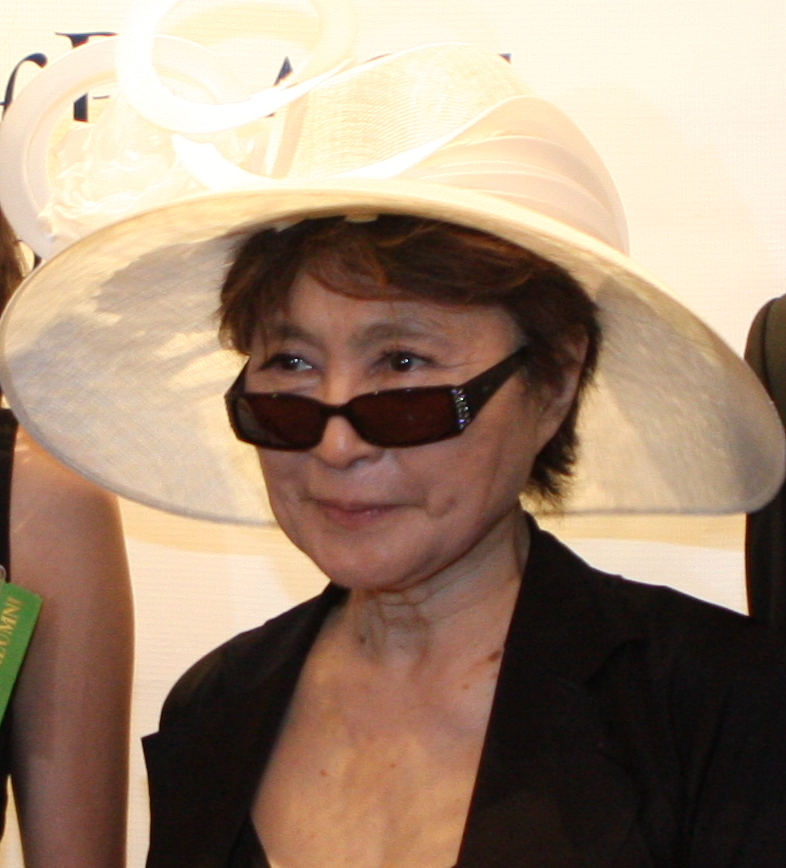
Ono no Seeds of Peace em 2008

Ono retornou a Liverpool para a Bienal de Liverpool de 2008, onde revelou Sky Ladders nas ruínas da Igreja de São Lucas (que foi amplamente destruída durante a Segunda Guerra Mundial e agora está sem teto como um memorial para aqueles mortos no Blitz de Liverpool). Dois anos depois, em 31 de março de 2009, ela foi à inauguração da exposição "Imagine: The Peace Ballad of John & Yoko" para marcar o 40º aniversário do Bed-In de Lennon-Ono no Queen Elizabeth Hotel em Montreal, Canadá, de 26 de maio a 2 de junho de 1969. O hotel mantinha um negócio estável com o quarto em que se hospedaram por mais de 40 anos. Naquele ano, Ono se tornou avó quando Emi nasceu de sua filha Kyoko.
Ono teve mais sucessos na primeira posição das paradas Dance/Club Play com "No No No" em janeiro de 2008, e "Give Peace a Chance" em agosto seguinte. Em junho de 2009, aos 76 anos, Ono marcou seu quinto hit número 1 na parada Dance/Club Play com "I'm Not Getting Enough".
Em maio de 2009, ela desenhou uma camiseta para a segunda campanha Fashion Against AIDS e coleção de conscientização sobre HIV/AIDS, ONG Designers Against AIDS e H&M, com a frase "Imagine Peace" retratada em 21 idiomas. Ono apareceu no palco na conferência de imprensa da Microsoft na E3 Expo em 1º de junho de 2009, com Olivia Harrison, Paul McCartney e Ringo Starr para promover o videogame Beatles: Rock Band, que foi universalmente elogiado pela crítica. Ono apareceu no álbum Scars do Basement Jaxx, participando do single "Day of the Sunflowers (We March On)". No mesmo ano, ela se tornou patrona honorária da Alder Hey Charity, e criou uma exposição chamada "John Lennon: The New York City Years" para o NYC Rock and Roll Hall of Fame Annex. A exposição usou música, fotografias e itens pessoais para retratar a vida de Lennon em Nova York. Uma parte do custo de cada ingresso foi doada à Spirit Foundation, uma fundação de caridade criada e fundada por Lennon e Ono.

### A nova Plastic Ono Band

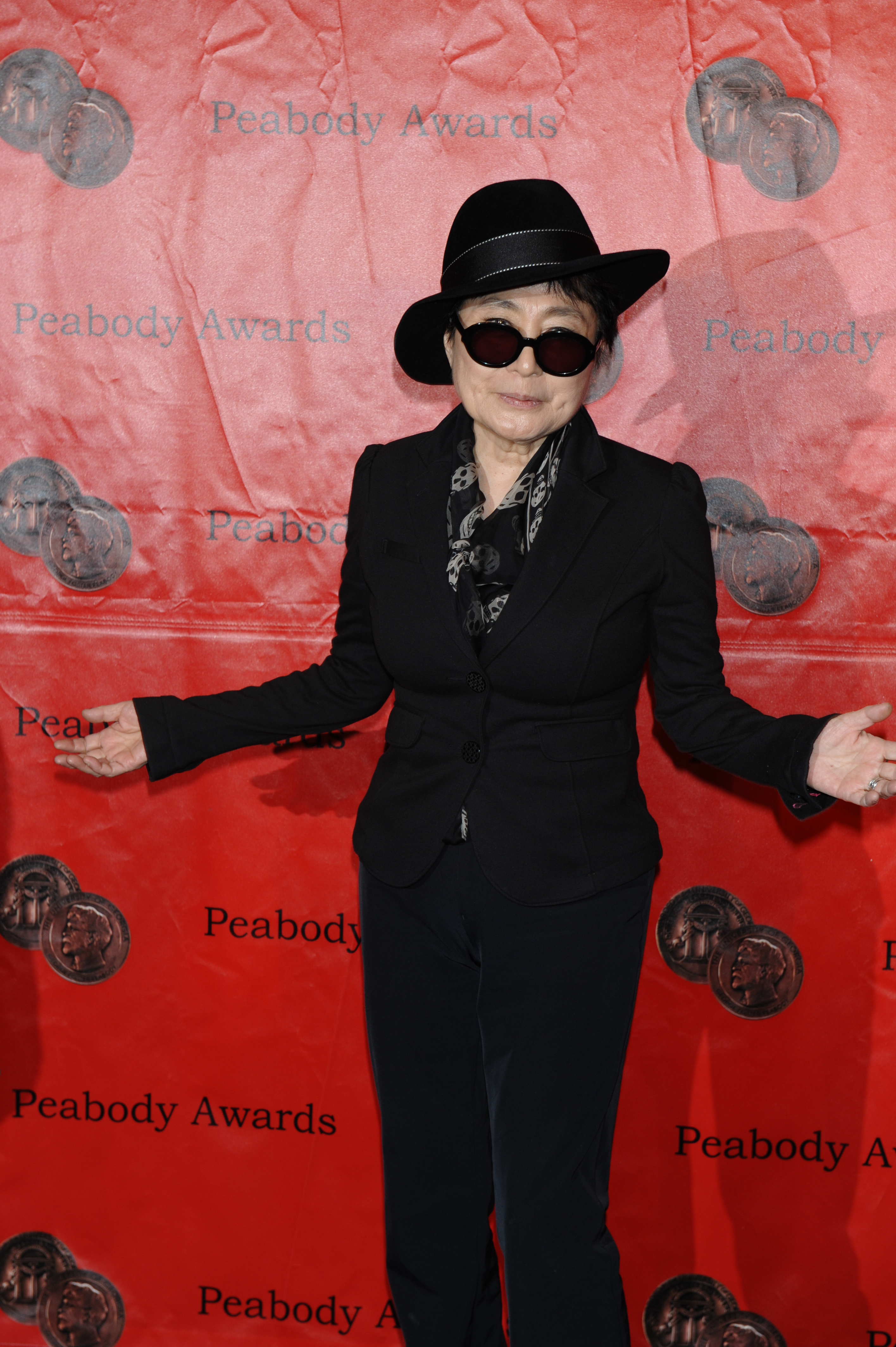
Ono aparece no 70º Prêmio Anual Peabody, primavera de 2011

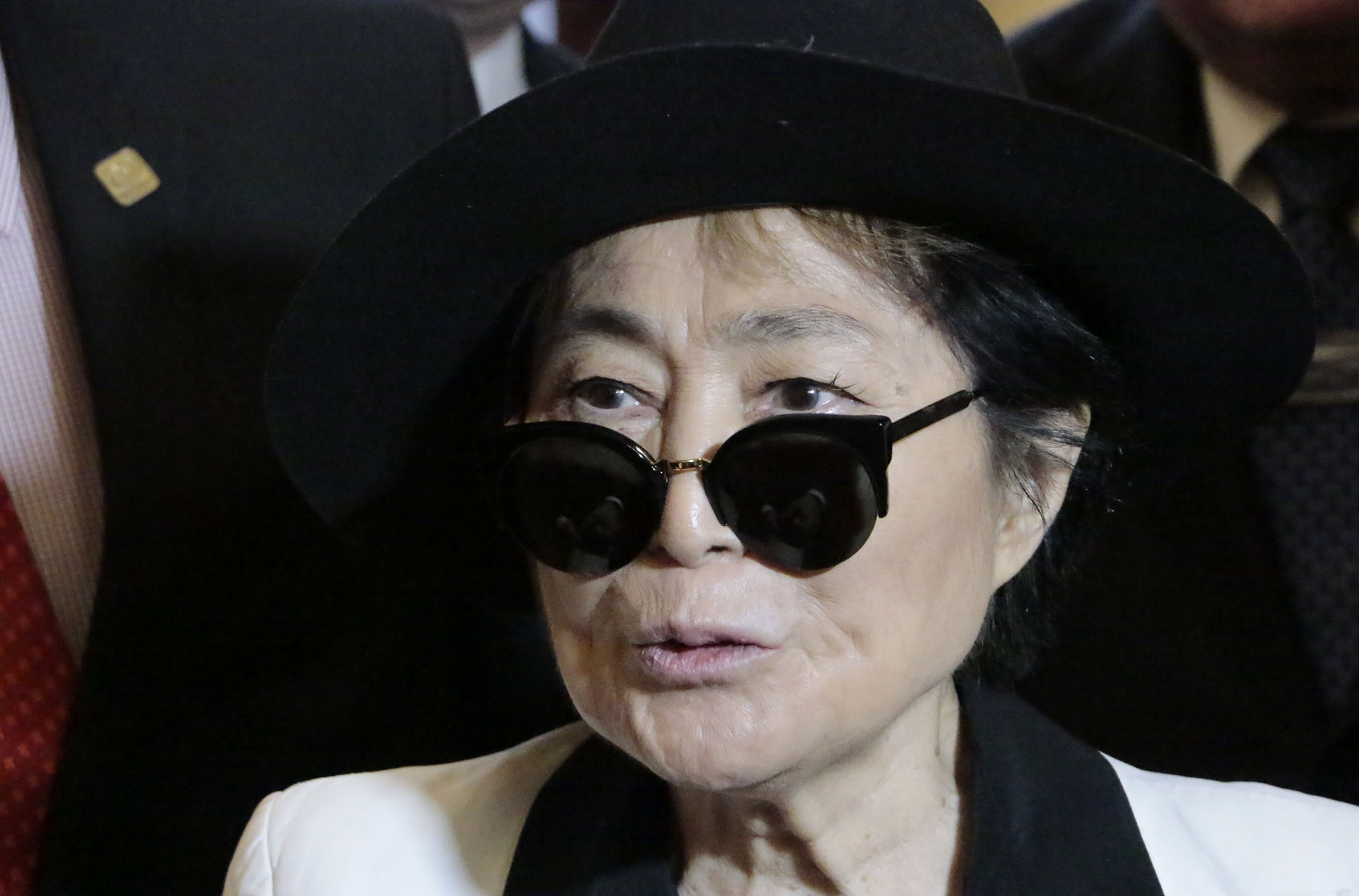
Ono em fevereiro de 2016

Em 2009, Ono gravou Between My Head and the Sky, que foi seu primeiro álbum a ser lançado como "Yoko Ono/Plastic Ono Band" desde Feeling the Space, de 1973. A nova formação da Plastic Ono Band incluía Sean Lennon, Cornelius e Yuka Honda. Em 16 de fevereiro de 2010, Sean organizou um concerto na Brooklyn Academy of Music chamado "We Are Plastic Ono Band", no qual Yoko apresentou sua música com Sean, Clapton, Klaus Voormann e Jim Keltner pela primeira vez desde a década de 1970. Convidados incluindo Bette Midler, Paul Simon e seu filho Harper, e os principais membros do Sonic Youth e do Scissor Sisters interpretaram suas canções em seus próprios estilos.
Em 1º de abril de 2010, ela foi nomeada a primeira "Embaixadora Global do Autismo" pela organização Autism Speaks. Ela havia criado uma obra de arte no ano anterior para conscientizar sobre o autismo e permitiu que ela fosse leiloada em 67 partes para beneficiar a organização. Em abril de 2010, o RCRD LBL disponibilizou downloads gratuitos do mix de "Give Me Something" dos Junior Boys, um single lançado originalmente 10 anos antes pela Blueprint for a Sunrise . Essa música e "Wouldnit (I'm a Star)", lançada em 14 de setembro, chegaram à lista de fim de ano da Billboard de músicas favoritas de Dance/Club, nas posições 23 e 50, respectivamente.
Ono apareceu com Starr em 7 de julho no Radio City Music Hall de Nova York em comemoração ao 70º aniversário de Starr, tocando "With a Little Help from My Friends" e "Give Peace a Chance". Em 16 de setembro, ela e Sean compareceram à abertura da exposição de fotos de Julian Lennon no Morrison Hotel, em Nova York, aparecendo pela primeira vez em fotos com Cynthia e Julian. Ela também promoveu seu trabalho em seu site. Em 2 de outubro, Ono e a Plastic Ono Band se apresentaram no Orpheum Theatre em Los Angeles, com a convidada especial Lady Gaga, a quem ela admira profundamente.

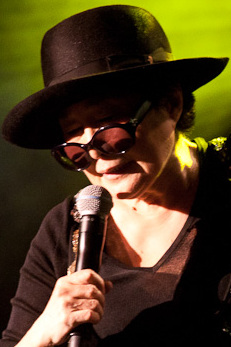
Ono se apresentando no Iceland Airwaves de 2011

Em 18 de fevereiro de 2011 (seu 78º aniversário), Ono publicou um anúncio de página inteira no jornal gratuito Metro do Reino Unido para "Imagine a Paz 2011". Assumiu a forma de uma carta aberta, convidando as pessoas a pensar e a desejar a paz. Com o filho Sean, ela realizou um concerto beneficente para ajudar nos esforços de socorro ao Japão devastado pelo terremoto e tsunami em 27 de março na cidade de Nova York. O esforço arrecadou um total de US$ 33.000. No mesmo ano, "Move on Fast" se tornou seu sexto hit número um consecutivo na parada Billboard Hot Dance Club Songs e seu oitavo hit número um no geral. Ela também colaborou com The Flaming Lips em um EP intitulado The Flaming Lips com Yoko Ono/Plastic Ono Band.

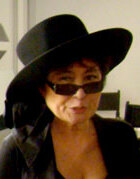
Ono em setembro de 2011

Em julho de 2011, ela visitou o Japão para dar suporte às vítimas do terremoto e do tsunami e para promover o turismo no país. Durante sua visita, Ono deu uma palestra e performance intitulada "O Caminho da Esperança" no Museu de Arte Mori de Tóquio, durante a qual pintou uma grande peça de caligrafia intitulada "Sonho" para ajudar a arrecadar fundos para a construção da Rainbow House, uma instituição para os órfãos do Grande Terremoto do Leste do Japão. Ela também recebeu o 8º Prêmio de Arte de Hiroshima por suas contribuições à arte e à paz, que havia recebido no ano anterior.
Em janeiro de 2012, uma mistura de Ralphi Rosario de sua canção de 1995 "Talking to the Universe" se tornou seu sétimo hit consecutivo nº 1 na parada Billboard Hot Dance Club Songs. Em março do mesmo ano, ela recebeu o Prêmio Oskar Kokoschka de 20.000 euros (US$ 26.400) na Áustria. De 19 de junho a 9 de setembro, sua obra To the Light foi exibida na Serpentine Gallery, em Londres. Foi realizado em conjunto com o Festival de Londres 2012, uma celebração de 12 semanas em todo o Reino Unido, com artistas de renome internacional, do Dia do Solstício de Verão (21 de junho) até o último dia dos Jogos Paraolímpicos em 9 de setembro. O álbum Yokokimthurston também foi lançado em 2012, apresentando uma colaboração com Thurston Moore e Kim Gordon do Sonic Youth. A AllMusic caracterizou-a como "focada e arriscada" e "acima do melhor" da música experimental do casal, com a voz de Ono descrita como "única".
Em 29 de junho de 2012, Ono recebeu um prêmio pelo conjunto da obra na Bienal de Dublin. Durante esta (sua segunda) viagem à Irlanda (a primeira foi com John antes de se casarem), ela visitou a cripta do líder irlandês Daniel O'Connell no cemitério de Glasnevin e Dún Laoghaire, de onde os irlandeses partiram para a Inglaterra para escapar da fome. Em fevereiro de 2013, Ono aceitou a Medalha Rainer Hildebrandt no Museu Checkpoint Charlie de Berlim, concedida a ela e a Lennon por sua vida de trabalho pela paz e pelos direitos humanos. No mês seguinte, ela tuitou uma mensagem anti-armas com a imagem da Temporada de Vidro dos óculos ensanguentados de Lennon no que seria o 44º aniversário dela e de Lennon, observando que as armas mataram mais de 1 milhão de pessoas desde a morte de Lennon em 1980. Ela também recebeu uma citação do Congresso das Filipinas por sua ajuda monetária às vítimas do tufão Pablo, bem como por sua doação aos esforços de socorro após o tufão Ondoy em 2009 e assistência a crianças filipinas em idade escolar.
Em 2013, ela e a Plastic Ono Band lançaram o LP Take Me to the Land of Hell, que contou com vários convidados, incluindo Yuka Honda, Cornelius, Hirotaka "Shimmy" Shimizu, Yuko Araki do mi-gu, Nels Cline do Wilco, Tune-Yards, Questlove, Lenny Kravitz e Ad-Rock e Mike D dos Beastie Boys. Em junho de 2013, ela foi curadora do festival Meltdown em Londres, onde fez dois shows, um com a Plastic Ono Band, e o segundo como backing vocal durante a interpretação de "Walking on Thin Ice" de Siouxsie Sioux no show Double Fantasy. Em julho, a OR Books publicou a continuação de Ono para Grapefruit, de 1964, outro livro de "poemas de ação" baseados em instruções, desta vez intitulado Acorn .
Seu vídeo online para "Bad Dancer", lançado em novembro de 2013, que contou com alguns desses convidados, foi muito apreciado pela imprensa. No final do ano, ela se tornou uma das três artistas com duas músicas no Top 20 Dance/Club e teve dois hits consecutivos em primeiro lugar na parada Hot Dance Club Play da Billboard. Com a força dos singles "Hold Me" (com participação de Dave Audé) e "Walking on Thin Ice", a então com 80 anos venceu Katy Perry, Robin Thicke e sua amiga Lady Gaga.
Em 2014, "Angel" foi o décimo segundo número um de Ono na parada Dance dos EUA. Yoko Ono/Plastic Ono Band continuou a se apresentar ao vivo em 2015.
Em 16 de fevereiro de 2016, a Manimal Vinyl lançou Yes, I'm a Witch Too, que traz remixes de Moby, Death Cab For Cutie, Sparks e Miike Snow. Assim como seu antecessor, Yes, I'm a Witch Too recebeu aclamação da crítica. Em 26 de fevereiro de 2016, Ono foi hospitalizada após sofrer o que se dizia ser um possível derrame. Mais tarde, foi anunciado que ela estava apresentando sintomas extremos de gripe . Em 6 de setembro de 2016, a Secretly Canadian anunciou que relançaria 11 álbuns de Ono de 1968 a 1985; Unfinished Music No. 1: Two Virgins pela Starpeace . Em dezembro de 2016, a revista Billboard a nomeou a 11ª artista de danceteria de maior sucesso de todos os tempos.
Em outubro de 2018, Ono lançou Warzone, que incluía novas versões de faixas gravadas anteriormente, incluindo "Imagine".
Em um artigo para o New Yorker publicado em novembro de 2021, foi observado que Ono havia "se retirado da vida pública", com seu filho Sean agora atuando como representante público dos interesses da família nos negócios dos Beatles.

## Obras de arte

### Cut Piece, 1964
Ono foi uma pioneira da arte conceitual e da performance. Uma obra performática seminal é Cut Piece, apresentada pela primeira vez em 1964 no Yamaichi Concert Hall, em Kyoto, Japão. A peça consistia em Ono, vestida com seu melhor terno, ajoelhada em um palco com uma tesoura na frente dela. Ela convidou e então instruiu os membros da plateia a se juntarem a ela no palco e cortarem pedaços de suas roupas. Confrontada com questões de género, classe e identidade cultural, Ono sentou-se em silêncio até que a peça fosse concluída a seu critério. A peça foi posteriormente apresentada no Sogetsu Art Centre em Tóquio naquele mesmo ano, no Carnegie Hall de Nova York em 1965 e no Africa Center de Londres como parte do Simpósio Destruction in Art em 1966. Sobre a peça, John Hendricks escreveu no catálogo da retrospectiva da Sociedade Japonesa de Ono: “[Cut Piece] revela a alienação interpessoal que caracteriza as relações sociais entre os sujeitos, desmantelando o modelo estético kantiano desinteressado... Demonstra a reciprocidade entre artistas, objetos e espectadores e a responsabilidade que os observadores têm na recepção e preservação da arte."
Outros intérpretes da peça incluem Charlotte Moorman e John Hendricks. Ono reprisou a peça em Paris em 2003, no período pós-11 de setembro entre os EUA e a França, dizendo que esperava mostrar que este é "um momento em que precisamos confiar uns nos outros". Em 2013, a cantora canadense Peaches reprisou a canção no festival Meltdown, de vários dias, no Southbank Centre, em Londres, com curadoria de Ono.

### Grapefruit, 1964
O pequeno livro de Ono intitulado "Grapefruit" é outra obra seminal de arte conceitual. Publicado pela primeira vez em 1964, o livro se lê como um conjunto de instruções por meio das quais a obra de arte é concluída — seja literalmente ou na imaginação do espectador participante. Um exemplo é "Hide and Seek Piece: Esconda-se até que todos voltem para casa. Esconda-se até que todos se esqueçam de você. Esconda-se até que todos morram". Grapefruit foi publicado diversas vezes, sendo a distribuição mais ampla feita pela Simon & Schuster em 1971, que o reimprimiu novamente em 2000. David Bourdon, crítico de arte do The Village Voice e da Vogue, chamou Grapefruit de "um dos monumentos da arte conceitual do início dos anos 1960". Ele observou que sua abordagem conceitual se tornou mais aceitável quando artistas brancos do sexo masculino, como Joseph Kosuth e Lawrence Weiner, entraram e "fizeram praticamente as mesmas coisas" que ela, e que sua abordagem também tem um lado poético e lírico que a diferencia do trabalho de outros artistas conceituais.
Ono encenou muitos dos cenários do livro como peças performáticas ao longo de sua carreira, que formaram a base para suas exposições de arte, incluindo a exposição retrospectiva altamente divulgada, This Is Not Here, em 1971 no Museu Everson em Syracuse, Nova York, que estava quase fechada quando foi sitiada por fãs entusiasmados dos Beatles, que quebraram várias das peças de arte e inundaram os banheiros. Foi sua última grande exposição até a retrospectiva Yoko Ono: Objects, Films em 1989, no Whitney.
Quase cinquenta anos depois, em julho de 2013, ela lançou uma sequência de Grapefruit, outro livro de instruções, Acorn, pela OR Books.

### Do It Yourself Fluxfest, 1966
uma coleção de 20 peças que reúne pequenos textos instrucionais de Ono com ilustrações gráficas de Maciunas. Publicada pela primeira vez em "3 eventos de jornal pelo preço de US$ 1", edição nº 7, de fevereiro de 1966, da revista Fluxus, cc V TRE, a coletânea reforça a ideia da Fluxus de que qualquer pessoa pode fazer arte. Essas peças divertidas encontram significado no diálogo humorístico que existe entre as instruções de Ono e o tratamento habilidoso do texto por Maciunas em relação aos motivos pictóricos.

### Filmes experimentais, 1964–1972
Ono também foi um cineasta experimental que fez 16 filmes entre 1964 e 1972, ganhando renome particular por um filme Fluxus de 1966 chamado simplesmente No. 4, frequentemente referido como Bottoms.   O filme de 80 minutos consiste em uma série de closes de nádegas humanas caminhando em uma esteira. A tela é dividida em quatro seções quase iguais pelos elementos da fenda glútea e da prega glútea horizontal. A trilha sonora é composta por entrevistas com aqueles que estão sendo filmados, bem como com aqueles que consideram participar do projeto. Em 1996, a empresa de fabricação de relógios Swatch produziu um relógio de edição limitada que comemorava este filme. Ela também colaborou com Lennon no filme Fly (1970), cuja trilha sonora apareceu em seu álbum Fly de 1971; e em Up Your Legs Forever, uma quase continuação do No. 4.
Em março de 2004, o ICA London exibiu a maioria de seus filmes desse período na exposição The Rare Films of Yoko Ono.  Ela também atuou em um obscuro filme de exploração em 1965, Satan's Bed.

### Wish Tree, 1996–presente

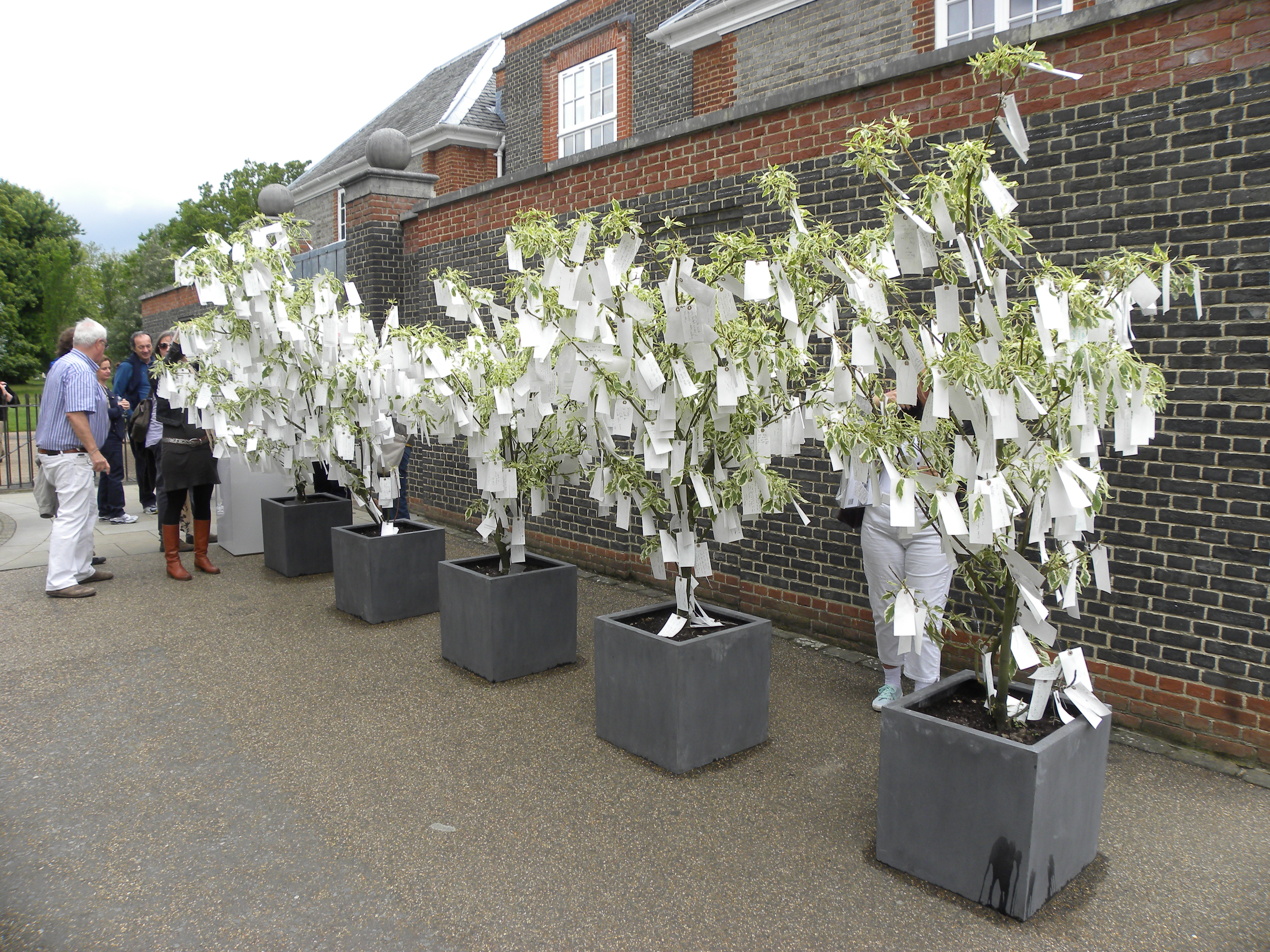
Contribuições para a Wish Tree de Yoko Ono na Serpentine Galleries, 2012

Outro exemplo da arte participativa de Ono foi seu projeto Wish Tree, no qual uma árvore nativa do local da instalação é instalada. Seu Wish Piece de 1996 tinha as seguintes instruções: 
| “ | Faça um desejo Escreva em um pedaço de papel Dobre e amarre em volta de um galho de uma Árvore dos Desejos Peça aos seus amigos para fazerem o mesmo Continue desejando Até que os ramos estejam cobertos de desejos. | ” |

Sua instalação Wish Tree no Jardim de Esculturas do Museu de Arte Moderna de Nova York, inaugurada em julho de 2010, atraiu contribuições do mundo todo. Outros locais de instalação incluem Londres; St. Louis; Washington, D.C.; São Francisco; Copenhague; o campus da Universidade de Stanford em Palo Alto, Califórnia; Japão; Veneza; Dublin; e Miami no Jardim Botânico Tropical Fairchild em 2010.

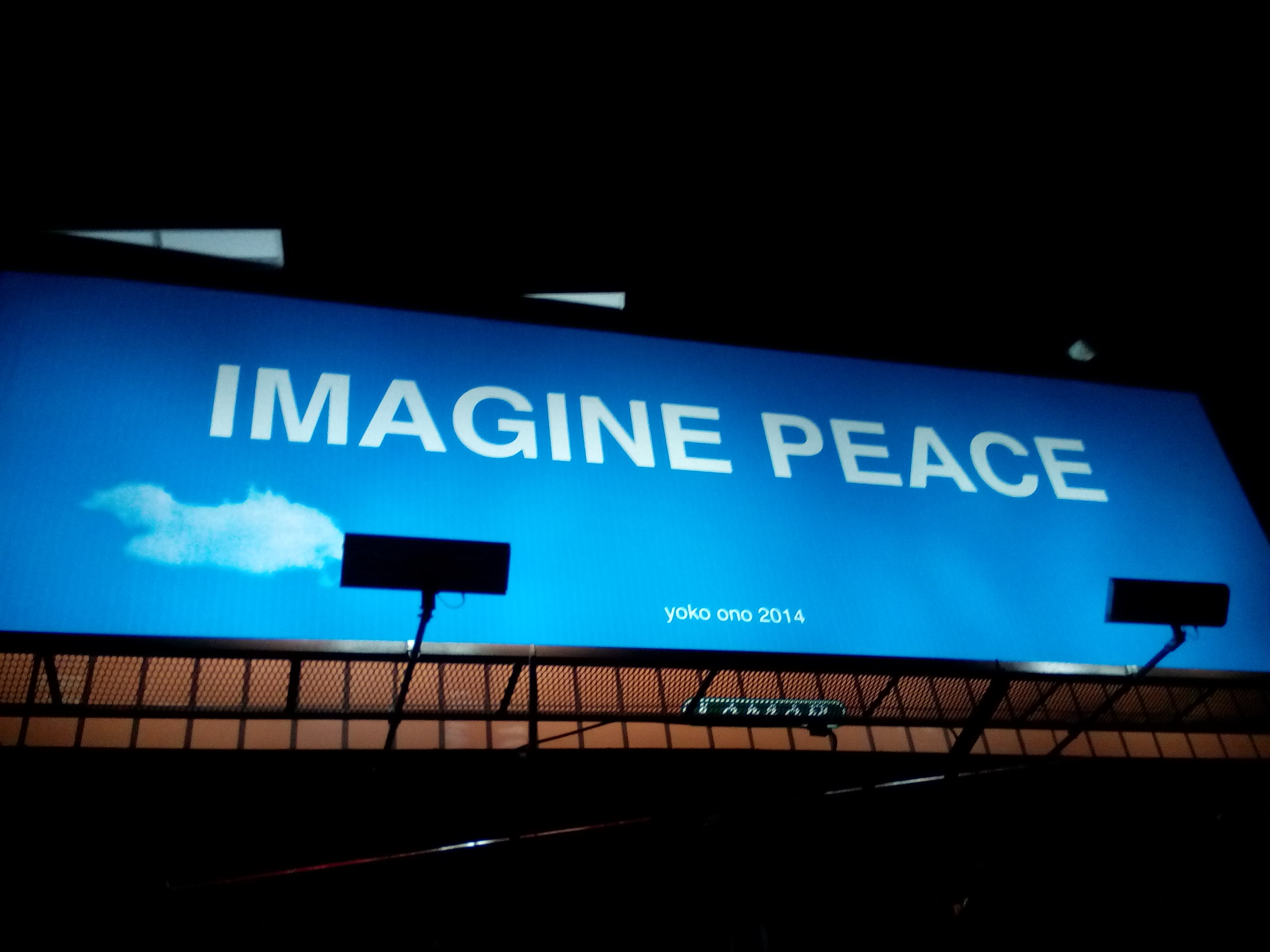
Outdoor para Imagine Peace

Em 2014, a exposição Imagine Peace de Ono foi inaugurada na Galeria Bob Rauschenburg no Florida SouthWestern State College em Fort Myers, Flórida. Ono instalou um outdoor na U.S. Route 41 em Fort Myers para promover o show e a paz.
Quando a exposição foi encerrada, os desejos que tinham sido colocados nas Árvores dos Desejos instaladas foram enviados para a Torre Imagine Peace na Islândia e adicionados aos milhões de desejos que já estavam lá. Imagine Peace também foi instalado em Houston em 2011 pela Deborah Colton Gallery, retornando em 2016.

### Earth Peace, 2014
Uma das duas peças que Ono instalou como parte da Trienal de Folkestone de 2014, Earth Peace consistia originalmente em muitas partes e apareceu em muitos locais e mídias em Folkestone, incluindo pôsteres, adesivos, outdoors e emblemas. Três das peças permanecem em Folkestone, emprestadas à cidade e parte da coleção Creative Folkestone Artworks. Entre elas estão uma pedra com inscrição, uma bandeira — que é hasteada anualmente no Dia Internacional da Paz — e um farol instalado no teto abobadado do The Grand em Folkestone Leas. O farol de Ono envia uma mensagem em código Morse, "Paz na Terra", através do Canal da Mancha.

### Skyladder, 2014
A segunda peça de Ono na Trienal de Folkestone de 2014 e agora também emprestada à cidade como parte da coleção Folkestone Artworks, Skyladder é exibida em dois locais: em uma parede alta do bar Quarterhouse e na escadaria da biblioteca pública de Folkestone. Skyladder assume a forma de uma "instrução" artística ou convite ao povo de Folkestone e além. A instrução diz: "O público deve trazer uma escada da qual goste. Colori-la. Desenhá-la. Tirar fotos dela. Continuar adicionando coisas a ela. E enviá-la como um cartão postal para um amigo".

### Arising, 2015
Em 2015, Ono criou a peça Arising em Veneza. Como parte da exposição Personal Structures, organizada pela Global Art Affairs, a instalação esteve em exibição de 1º de junho a 24 de novembro de 2013, no Palazzo Bembo do Centro Cultural Europeu. Nesta obra de arte feminista, corpos femininos de silicone foram queimados na lagoa veneziana, evocando imagens de fênix míticas. Quando questionada sobre a semelhança entre o nome de seu disco Rising e esta peça, Ono respondeu: " Rising estava dizendo a todas as pessoas que é hora de nos levantarmos e lutarmos por nossos direitos. Mas, no processo de luta conjunta, as mulheres ainda são tratadas separadamente de uma forma desumana. Isso enfraquece o poder de homens e mulheres juntos. Espero que Arising desperte o Poder Feminino e faça com que nós, homens e mulheres, nos curemos juntos."

### Skylanding, 2016

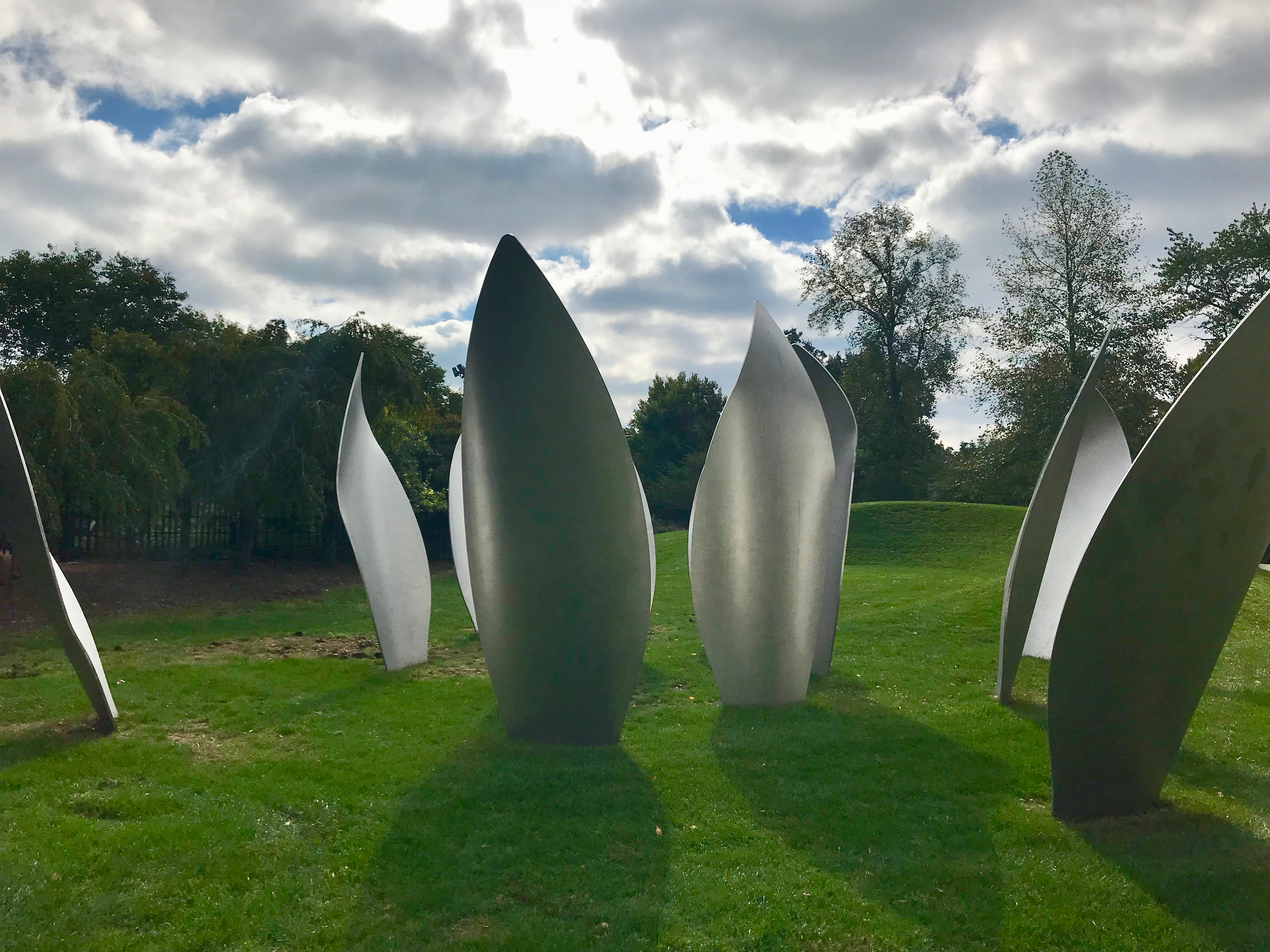
Skylanding – Jackson Park, Chicago

Em outubro de 2016, Ono revelou sua primeira instalação artística permanente nos Estados Unidos; a coleção está localizada no Jackson Park, Chicago, e promove a paz. Ono se inspirou durante uma visita ao Jardim da Fênix em 2013 e sente uma conexão com a cidade de Chicago.

### Refugee Boat, 2019
Participando do River to River Festival, em Lower Manhattan, em 2019, Ono apresentou sua instalação participativa Add Color (Refugee Boat) (1960/2019). A obra é composta por uma sala branca com um barco a remo branco, ambos cobertos por mensagens e desenhos de membros do público ao longo do festival. Por meio da natureza participativa da obra, o artista enfatizou a necessidade de solidariedade e a história dos imigrantes e refugiados nos Estados Unidos. Refugee Boat pertence à série Add Color Painting de Ono, encenada pela primeira vez em 1960, que convida o público a fazer marcas sobre os objetos designados, geralmente brancos.

### Reconhecimento e retrospectivas

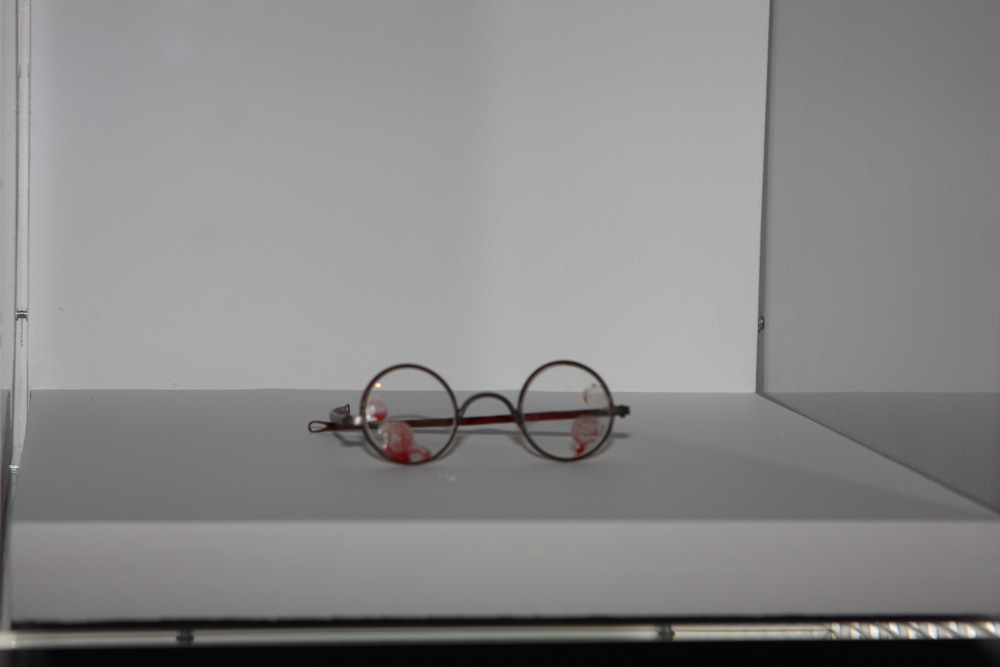
War Is Over! (if you want it). Sydney, Museu de Arte Contemporânea da Austrália, 2013. Para esta exposição, ela pegou um par de óculos de Lennon e espalhou sangue neles, já que os óculos manchados de sangue que Lennon usou no dia de sua morte não estavam disponíveis, pois ela os havia vendido.

John Lennon certa vez descreveu sua esposa como "a artista desconhecida mais famosa do mundo: todos sabem seu nome, mas ninguém sabe o que ela faz". Seu círculo de amigos no mundo da arte de Nova York incluiu Kate Millett, Nam June Paik,  Dan Richter, Jonas Mekas,  Merce Cunningham,  Judith Malina,  Erica Abeel, Fred DeAsis, Peggy Guggenheim,  Betty Rollin, Shusaku Arakawa, Adrian Morris, Stefan Wolpe,  Keith Haring e Andy Warhol  (ela foi uma das palestrantes no funeral de Warhol em 1987), bem como George Maciunas e La Monte Young. Além de Mekas, Maciunas, Young e Warhol, ela também colaborou com DeAsis, Yvonne Rainer  e Zbigniew Rybczyński.
Em 1989, o Museu Whitney realizou uma retrospectiva de seu trabalho, Yoko Ono: Objetos, Filmes, marcando o retorno de Ono ao mundo artístico de Nova York após um hiato. Seguindo a sugestão do decorador de interiores Sam Havadtoy, companheiro de Ono na época, ela reformulou suas peças antigas em bronze após alguma relutância inicial. Percebi que, para algo me comover tanto a ponto de me fazer chorar, há algo ali. Parecia um ar cintilante nos anos 60 quando fiz estas peças, e agora o ar está bronzeado. Agora são os anos 80, e o bronze é muito anos 80 de certa forma – solidez, comodidade, tudo isso. Para alguém que passou pela revolução dos anos 60, houve, é claro, uma mudança incrível... Eu chamo as peças de bronze petrificado. Essa liberdade, toda a esperança e todos os desejos estão, de certa forma, petrificados.
Mais de uma década depois, em 2001, YES YOKO ONO, uma retrospectiva de 40 anos da obra de Ono, recebeu o prêmio da Associação Internacional de Críticos de Arte dos EUA de Melhor Exposição de Museu Originária da Cidade de Nova York, considerado um dos maiores reconhecimentos na profissão de museu. SIM refere-se ao título de uma obra escultórica de 1966 de Yoko Ono, exibida na Indica Gallery, em Londres: os espectadores sobem uma escada para ler a palavra "sim", impressa em uma pequena tela suspensa no teto. A curadora da exposição, Alexandra Munroe, escreveu que "John Lennon entendeu, em seu primeiro encontro com Yoko: quando subiu a escada para olhar o papel emoldurado no teto, ele encontrou a pequena palavra SIM. 'Então foi positivo. Eu me senti aliviada.'" A exposição viajou para 13 museus nos EUA, Canadá, Japão e Coreia de 2000 a 2003. Em 2001, ela recebeu um Doutorado Honorário em Direito pela Universidade de Liverpool e, em 2002, foi agraciada com o título honorário de Doutora em Belas Artes pelo Bard College e a Medalha Skowhegan por seu trabalho em diversas mídias. No ano seguinte, ela recebeu o quinto Prêmio MOCA para Mulheres Distintas nas Artes do Museu de Arte Contemporânea de Los Angeles. Em 2005, ela recebeu um prêmio pelo conjunto da obra da Japan Society of New York, que hospedou Yes Yoko Ono e onde ela trabalhou no final dos anos 1950 e no início dos anos 1960.
Em 2008, ela mostrou uma grande exposição retrospectiva, Between The Sky and My Head, no Kunsthalle Bielefeld, Bielefeld, Alemanha, e no Baltic Centre for Contemporary Art em Gateshead, Inglaterra. No ano seguinte, ela mostrou uma seleção de trabalhos novos e antigos como parte de sua exposição "Anton's Memory" em Veneza, Itália. Ela também recebeu o Prêmio Leão de Ouro pelo conjunto da obra na Bienal de Veneza em 2009. Em 2012, Ono realizou uma grande exposição de seu trabalho To The Light nas Serpentine Galleries, em Londres. Ela também foi a vencedora do Prêmio Oskar Kokoschka de 2012, o maior prêmio da Áustria para arte contemporânea aplicada. Em fevereiro de 2013, para coincidir com seu 80º aniversário, a maior retrospectiva de seu trabalho, Half-a-Wind Show, foi inaugurada no Schirn Kunsthalle Frankfurt e viajou para o Museu de Arte Moderna da Louisiana na Dinamarca, o Kunsthalle Krems na Áustria e o Museu Guggenheim de Bilbao na Espanha. Em 2014, ela contribuiu com diversas obras de arte para o festival trienal de arte de Folkestone. Em 2015, o Museu de Arte Moderna da cidade de Nova York realizou uma exposição retrospectiva de seus primeiros trabalhos, "Yoko Ono: One Woman Show, 1960–1971". Em 2015, Yoko Ono recebeu o Prémio de Arte do Centro Cultural Europeu pelos seus esforços contínuos para promover “Imagine a Paz”.
Em 2024, a Tate Modern realizou uma exposição retrospectiva sobre Yoko Ono intitulada Music of the Mind. A exposição retomou trabalhos participativos como Add Color (Refugee Boat).

## Ativismo político, mídia social e reconhecimento público
Ono é ativista pela paz e pelos direitos humanos desde a década de 1960. Depois que ela e Lennon se casaram em Gibraltar, eles realizaram um "Bed-in pela Paz" em março de 1969 em sua suíte de lua de mel no Amsterdam Hilton Hotel. Os recém-casados estavam ansiosos para falar e promover a paz mundial; eles usavam pijamas e convidaram visitantes e membros da imprensa. Dois meses depois, Ono e Lennon realizaram outro Bed-in no Queen Elizabeth Fairmont em Montreal, onde gravaram seu primeiro single, "Give Peace a Chance". A música se tornou um hit top 20 da recém-batizada Plastic Ono Band. Outras performances/demonstrações com John incluíram "bagism", iterações com John do Bag Piece que ela introduziu no início dos anos 1960,  que encorajavam o desrespeito à aparência física ao julgar os outros. Em dezembro de 1969, os dois continuaram a espalhar sua mensagem de paz com outdoors em 12 grandes cidades do mundo com os dizeres "A GUERRA ACABOU! Se você quiser - Feliz Natal de John e Yoko" (em inglês: WAR IS OVER! If You Want It – Happy Christmas from John & Yoko). 
Na década de 1970, Ono e Lennon se aproximaram de muitos líderes radicais da contracultura, incluindo Bobby Seale, Abbie Hoffman, Jerry Rubin, Michael X,  John Sinclair (para cujo comício em Michigan eles voaram para cantar a canção de Lennon "Free John Sinclair" que efetivamente libertou o poeta da prisão), Angela Davis e o músico de rua David Peel. A autora de Friend and Sexual Politics, Kate Millett, disse que Ono inspirou seu ativismo. Ono e Lennon apareceram no The Mike Douglas Show, assumindo as funções de apresentadores por uma semana. Ono falou longamente sobre os males do racismo e do sexismo. Ela permaneceu franca em seu apoio ao feminismo e abertamente amarga sobre o racismo que sofreu dos fãs de rock, especialmente no Reino Unido. Sua recepção na mídia americana não foi muito melhor. Por exemplo, um artigo da Esquire da época intitulava-se “John Rennon’s Excrusive Gloupie”  e apresentava uma caricatura pouco lisonjeira de David Levine.
Após o massacre da Columbine High School em 1999, Ono pagou pela instalação de outdoors na cidade de Nova York e em Los Angeles com a imagem dos espetáculos ensanguentados de Lennon. No início de 2002 ela pagou cerca de £ 150.000 ($ 213.375)  por um outdoor em Piccadilly Circus com uma frase de "Imagine" de Lennon: "Imagine todas as pessoas vivendo a vida em paz." Mais tarde no mesmo ano, ela inaugurou um prêmio pela paz, o LennonOno Grant for Peace, doando $ 50.000 (£ 31.900) em prêmios em dinheiro originalmente para artistas que viviam "em regiões de conflito". O prêmio é concedido a cada dois anos em conjunto com a iluminação da Imagine Peace Tower e foi concedido inicialmente a artistas israelenses e palestinos. Desde então, seu programa se expandiu para incluir escritores como Michael Pollan e Alice Walker, ativistas como Vandana Shiva e Pussy Riot, organizações como o Centro de Direitos Constitucionais de Nova York e até mesmo um país inteiro (Islândia).
No Dia dos Namorados de 2003, véspera da invasão do Iraque pelos EUA e Reino Unido, Ono ouviu falar de um casal, Andrew e Christine Gale, que estava realizando um protesto de amor em seu pequeno quarto em Addingham, West Yorkshire. Ela ligou para eles e disse: "É bom falar com vocês. Estamos apoiando vocês. Somos todas irmãs juntas." O casal disse que canções como "Give Peace a Chance" e "Imagine" inspiraram seu protesto. Em 2004, Ono refez sua canção "Everyman..... Everywoman....." para apoiar o casamento entre pessoas do mesmo sexo, lançando remixes que incluíam "Every Man Has a Man Who Loves Him" e "Every Woman Has a Woman Who Loves Her".
Em agosto de 2011, ela disponibilizou gratuitamente no YouTube o documentário sobre os Bed-ins Bed Peace, e como parte de seu site "Imagine Peace". Em janeiro de 2013, Ono, de 79 anos, junto com Sean Lennon e Susan Sarandon, foram para a zona rural da Pensilvânia em um ônibus sob a bandeira do grupo Artists Against Fracking que ela e Sean criaram com Mark Ruffalo em agosto de 2012 para protestar contra o fraturamento hidráulico. Outros membros do grupo incluem Lady Gaga e Alec Baldwin.
Ono promove sua arte e compartilha mensagens e imagens inspiradoras por meio de uma presença forte e ativa no Twitter, Instagram e Facebook. Em abril de 2014, seus seguidores no Twitter atingiram 4,69 milhões,  enquanto seus seguidores no Instagram ultrapassaram 99.000. Os seus tweets são pequenos poemas instrutivos, comentários sobre a comunicação social e a política, e notas sobre apresentações.
Em 1987, Ono viajou para Moscou para participar do "Fórum Internacional para um Mundo Livre de Energia Nuclear e para a Sobrevivência da Humanidade". Ela também visitou Leningrado, onde se encontrou com membros do clube memorial local de John Lennon. Entre esses membros estava Kolya Vasin, que era considerado o maior fã dos Beatles na União Soviética.
A apreciação pública do trabalho de Ono mudou ao longo do tempo e foi ajudada por uma retrospectiva em uma filial do Museu Whitney em 1989 e pelo lançamento em 1992 do box set de seis discos Onobox. Retrospectivas de suas obras de arte também foram apresentadas na Japan Society, na cidade de Nova York, em 2001, em Bielefeld, Alemanha, e no Reino Unido, em 2008, em Frankfurt e Bilbao, Espanha, em 2013 e no Museu de Arte Moderna da cidade de Nova York, em 2015. Ela recebeu o Leão de Ouro pelo conjunto da obra na Bienal de Veneza em 2009 e o Prêmio Oskar Kokoschka de 2012, o maior prêmio da Áustria para arte contemporânea aplicada.
Em janeiro de 2021, Ono foi uma das fundadoras da The Coda Collection, um serviço lançado nos EUA pelo Amazon Prime Video Channels em 18 de fevereiro de 2021, dia em que Ono completou 88 anos. A Coda Collection apresentará uma série de documentários musicais e filmes de shows. Jim Spinello comandará o The Coda Channel. Yoko Ono acrescentou: "John Lennon sempre esteve na vanguarda da música e da cultura. A Coda Collection será uma nova maneira para os fãs se conectarem em um nível mais profundo."

## Imagem pública
Durante muitos anos, Ono foi frequentemente criticada tanto pela imprensa quanto pelo público. Ela foi responsabilizada pela separação dos Beatles   e repetidamente criticada por sua influência sobre Lennon e sua música. Sua arte experimental também não foi popularmente aceita. A imprensa britânica foi particularmente negativa e motivou a mudança do casal para os EUA. Em dezembro de 1999, a NME a chamava de "charlatã sem talento".

### Relacionamento com os Beatles
Lennon e Ono ficaram feridos em um acidente de carro em junho de 1969, durante a gravação de Abbey Road. Segundo o jornalista Barry Miles, uma cama com microfone foi então instalada no estúdio para que Ono pudesse fazer comentários artísticos sobre o álbum.  Miles achava que a presença contínua de Ono no estúdio durante a última parte da carreira dos Beatles colocou pressão no relacionamento de Lennon com os outros membros da banda. George Harrison começou a discutir com Lennon depois que Ono pegou um de seus biscoitos digestivos de chocolate sem pedir.
A imprensa inglesa apelidou Ono de "a mulher que separou os Beatles",  o que havia sido previsto por Paul McCartney em 1969 durante os ensaios do grupo para seu filme e álbum Let It Be, quando ele disse: "Vai ser uma coisa tão cômica, tipo, em cinquenta anos, você sabe: 'Eles se separaram porque Yoko sentou em um amplificador. '"  Em uma entrevista com Dick Cavett, Lennon negou explicitamente que Ono tenha separado os Beatles, e Harrison disse durante uma entrevista com Cavett que os problemas dentro do grupo começaram muito antes de Ono entrar em cena. A própria Ono disse que os Beatles se separaram sem qualquer envolvimento direto dela, acrescentando: "Não acho que eu conseguiria sequer tentar separá-los." 
Enquanto os Beatles estavam juntos, todas as músicas escritas por Lennon ou McCartney eram creditadas como Lennon-McCartney, independentemente de serem uma colaboração ou escritas apenas por um dos dois (exceto aquelas que aparecem em seu primeiro álbum, Please Please Me, que originalmente creditava as músicas a McCartney-Lennon). Em 1976, McCartney lançou um álbum ao vivo chamado Wings over America, que creditava as cinco faixas dos Beatles como P. McCartney–J. Composições de Lennon, mas nem Lennon nem Yoko Ono se opuseram. Após a morte de Lennon, no entanto, McCartney tentou novamente mudar a ordem para McCartney-Lennon para canções que foram escritas exclusivamente ou predominantemente por ele, como "Yesterday",  mas Ono não permitiu, dizendo que sentia que isso quebrava um acordo que os dois haviam feito enquanto Lennon ainda estava vivo, e o ex-Beatle sobrevivente argumentou que tal acordo nunca existiu. Um porta-voz de Ono disse que McCartney estava fazendo "uma tentativa de reescrever a história".
Em uma entrevista à Rolling Stone em 1987, Ono destacou o lugar de McCartney na desintegração da banda. Na antologia de John Lennon de 1998, Lennon Legend, o crédito de composição de "Give Peace a Chance" foi alterado para "John Lennon" de seu crédito de composição original de "Lennon–McCartney". Embora Lennon tenha escrito a música durante sua passagem pelos Beatles, ela foi escrita e gravada sem a ajuda da banda e lançada como o primeiro single independente de Lennon sob o nome "Plastic Ono Band". Lennon posteriormente lamentou não ter dado crédito de coautoria a Ono, que na verdade o ajudou a escrever a música. Em 2002, McCartney lançou outro álbum ao vivo, Back in the US Live 2002, e as 19 músicas dos Beatles incluídas são descritas como "compostas por Paul McCartney e John Lennon", o que reacendeu o debate sobre os créditos com Yoko Ono. Seu porta-voz, Elliott Mintz, chamou isso de "uma tentativa de reescrever a história". No entanto, Ono não processou.
Em 1995, depois que os Beatles lançaram "Free as a Bird" e "Real Love", de Lennon, com demos fornecidas por Ono, McCartney e sua família colaboraram com ela e Sean para criar a música "Hiroshima Sky Is Always Blue", que comemora o 50º aniversário do bombardeio atômico daquela cidade japonesa. Ono comparou publicamente Lennon a Wolfgang Amadeus Mozart, enquanto McCartney, disse ela, se assemelhava mais ao seu rival menos talentoso Antonio Salieri. Essa observação enfureceu a esposa de McCartney, Linda, que estava morrendo de câncer de mama na época. Quando Linda morreu menos de um ano depois, McCartney não convidou Ono para o serviço memorial de sua esposa em Manhattan.
Ao receber um prêmio no Q Awards de 2005, Ono mencionou que Lennon já se sentiu inseguro sobre suas composições. Ela respondeu: "Você é um bom compositor. Não é June com colher que você escreve. Você é um bom cantor, e a maioria dos músicos provavelmente fica um pouco nervosa em fazer covers de suas músicas."
Em uma entrevista de outubro de 2010, Ono falou sobre o "fim de semana perdido" de Lennon e sua subsequente reconciliação com ele. Ela deu crédito a McCartney por ajudar a salvar seu casamento com John. "Quero que o mundo saiba que foi algo muito tocante o que [Paul] fez por John." Ao visitar Ono em março de 1974, McCartney, ao sair, perguntou: "O que fará você voltar para John?" McCartney posteriormente passou sua resposta a Lennon enquanto o visitava em Los Angeles. "John costumava dizer que não entendia por que Paul fez isso por nós, mas ele fez." Em 2012, McCartney revelou que não culpou Ono pela separação dos Beatles e creditou Ono por inspirar grande parte do trabalho de Lennon pós-Beatles.

### Relacionamento com Julian Lennon
Ono teve um relacionamento difícil com seu enteado Julian, mas o relacionamento melhorou ao longo dos anos. Ele expressou decepção com a forma como ela lidou com o patrimônio de Lennon e com a diferença entre sua educação e a de Sean, acrescentando: "quando papai desistiu da música por alguns anos para ficar com Sean, por que ele não pôde fazer isso comigo?" Julian foi deixado de fora do testamento de seu pai e lutou contra Ono no tribunal por anos, chegando a um acordo em 1996 por um valor não especificado que a mídia relatou que "acreditava" estar na área de £20 milhões, o que Julian negou.
Ele disse que é o "menino da mãe", o que Ono citou como a razão pela qual ela nunca conseguiu se aproximar dele: "Julian e eu tentamos ser amigos. Claro, se ele for muito amigável comigo, acho que isso machuca seus outros parentes. Ele era muito leal à mãe. Essa foi a primeira coisa que passou pela cabeça dele." No entanto, ela e Sean compareceram à abertura da exposição de fotos de Julian no Morrison Hotel, na cidade de Nova York, em 2010, aparecendo pela primeira vez para fotos com Cynthia e Julian. Ela também promoveu a exposição em seu site.
Julian e seu meio-irmão Sean são próximos.

### Na arte e na cultura popular
Some Living American Women Artists/Last Supper (1972), de Mary Beth Edelson, foi uma obra apropriada de A Última Ceia, de Leonardo da Vinci, com cabeças de notáveis artistas femininas coladas sobre as cabeças de Cristo e seus apóstolos; Ono estava entre essas notáveis artistas femininas. Esta imagem, que aborda o papel da iconografia religiosa e histórica da arte na subordinação das mulheres, tornou-se "uma das imagens mais icónicas do movimento artístico feminista".
A banda de pós-punk rock Death of Samantha, fundada em 1983, recebeu o nome de uma canção do álbum de 1972 de Ono, Nearby Infinite Universe, também chamada de "Death of Samantha".
O single de estreia da banda canadense de rock Barenaked Ladies foi "Be My Yoko Ono", lançado pela primeira vez em 1990 e posteriormente aparecendo em seu álbum Gordon de 1992. A letra é "um apelo tímido a uma namorada em potencial, enjaulado em termos que o comparam de forma autodepreciativa a um dos maiores gênios da música pop". Também tem uma "imitação sarcástica do estilo vocal único de Yoko Ono na ponte".
Em 2000, o cantor folk americano Dar Williams gravou uma canção intitulada "I Won't Be Your Yoko Ono". Bryan Wawzenek do site Ultimate Classic Rock descreveu a canção como "usando John e Yoko como um ponto de partida para explorar o amor, e particularmente, o amor entre artistas".
A banda britânica Elbow mencionou Ono na música "New York Morning", do álbum de 2014 The Take Off and Landing of Everything ("Oh, my giddy aunt, New York can talk / It's the modern Rome and folk are nice to Yoko"). Em resposta, Ono publicou uma carta aberta à banda em seu site, agradecendo e refletindo sobre o relacionamento dela e de Lennon com a cidade.  Na canção "Bring the Noise" do Public Enemy, Chuck D e Flavor Flav fazem rap, "Beat is for Sonny Bono / Beat is for Yoko Ono!" O nome de Ono também aparece na letra da canção "Hot Topic" do Le Tigre e na canção "&" do Tally Hall.
No episódio 1 da 5ª temporada de Os Simpsons, "Homer's Barbershop Quartet", Barney, que está na banda de Homer, tem disputas criativas dentro do grupo quando se apaixona por uma artista conceitual japonesa que se assemelha a Yoko Ono.
Ono foi um tema central no show Lawnmower de 2013 do comediante inglês James Acaster, que foi indicado ao Edinburgh Comedy Award de Melhor Show.
O anime Detective Conan apresenta uma personagem recorrente chamada Yoko Okino, que é uma estrela pop e atriz baseada em Yoko Ono.

## Discografia
| Solo - Yoko Ono/Plastic Ono Band (1970) - Fly (1971) - Approximately Infinite Universe (1973) - Feeling the Space (1973) - Season of Glass (1981) - It's Alright (I See Rainbows) (1982) - Starpeace (1985) - Rising (1995) - A Story (1997) - Blueprint for a Sunrise (2001) - Between My Head and the Sky (2009) - Yokokimthurston (2012) - Take Me to the Land of Hell (2013) - Warzone (2018) | com John Lennon - Unfinished Music No. 1: Two Virgins (1968) - Unfinished Music No. 2: Life with the Lions (1969) - Wedding Album (1969) - Live Peace in Toronto 1969 (1969) - Some Time in New York City (1972) - Double Fantasy (1980) - Heart Play: Unfinished Dialogue (1983) - Milk and Honey (1984) |

## Livros e monografias
- Grapefruit (1964)
- Summer of 1980 (1983)
- ただの私 (Tada-no Watashi – Just Me!) (1986)
- The John Lennon Family Album (1990)
- Instruction Paintings (1995)
- Grapefruit Juice (1998)
- YES YOKO ONO (2000)
- Odyssey of a Cockroach (2005)
- Imagine Yoko (2005)
- Memories of John Lennon (editor) (2005)
- 2:46: Aftershocks: Stories From the Japan Earthquake (contributor) (2011)
- 郭知茂 Vocal China Forever Love Song
- Acorn (2013)[352]
- ARISING (2014)

## Filmografia

### Filmes
| Ano  | Título                        | Duração   | Papel                                       | Notas |
| ---- | ----------------------------- | --------- | ------------------------------------------- | --- |
| 1964 | Aos (アオス）                 | 9 min     | Vocais                                      | Dirigido por Yōji Kuri |
| 1965 | Cut Piece                     | 8:08 min  | Self                                        | |
| 1965 | Satan's Bed                   | 72 min    | Atriz ("Ito")                               | Dirigido por Michael Findlay |
| 1966 | Disappearing Music for Face   | 11:15 min | Assunto                                     | Fluxfilm N°. 4, dirigido por Mieko Shimoi. Close da boca de Ono. |
| 1966 | One                           | 5:05 min  | Diretora                                    | Fluxfilm N°. 14; também chamado "Match" |
| 1966 | Eye Blink                     | 4:31 min  | Diretora/Assunto                            | Fluxfilm N°. 15 |
| 1966 | Four                          | 9:31 min  | Diretora                                    | Fluxfilm N°. 16 |
| 1967 | No. 4                         | 80 min    | Diretora                                    | Versão expandida de Four (1966) feita em Londres com Anthony Cox; frequentemente chamada de "Bottoms"                                                                          |
| 1967 | Wrapping Piece                | 20 min    | Diretora/ela mesmo                          | Música de Delia Derbyshire |
| 1968 | No. 5                         | 52 min    | Diretora                                    | Também chamado de "Smile". Filmado no mesmo dia de Two Virgins; estreou junto com o filme no Festival de Cinema de Chicago de 1968.                                            |
| 1968 | Two Virgins                   | 19 min    | Diretora/ela mesmo                          | Filmado no mesmo dia de No. 5; estreou junto com esse filme no Festival de Cinema de Chicago de 1968                                                                           |
| 1969 | Mr. & Mrs. Lennon's Honeymoon | 61 min    | Diretora/ela mesmo                          | Documentário sobre o Amsterdam Bed-In for Peace; também conhecido como Honey Moon, Bed-In, and John & Yoko: Bed-In. Estreou junto com Self Portrait no New London Cinema Club. |
| 1969 | Bed Peace                     | 71 min    | Diretora/ela mesmo                          | |
| 1969 | Self-Portrait                 | 42 min    | Diretora                                    | Estreou junto com Mr. & Mrs. Lennon's Honeymoon no New London Cinema Club. |
| 1970 | Let It Be                     | 80 min    | Ela mesmo                                   | |
| 1970 | Up Your Legs Forever          | 70 min    | Diretora/ela mesmo                          | Encomendado e editado por Jonas Mekas para um festival de cinema de dezembro de 1970 em Nova York.                                                                             |
| 1970 | Fly                           | 25 min    | Diretora                                    | Encomendado por Mekas para um festival de cinema em dezembro de 1970 em Nova York                                                                                              |
| 1970 | Freedom                       | 1 min     | Diretora/ela mesmo                          | Encomendado por Mekas, Lennon produziu um filme de animação com o mesmo título e duração.                                                                                      |
| 1971 | Apotheosis                    | 17 min    | Diretora/ela mesmo                          | Filmado com Nic Knowland em setembro de 1969; estreou no Festival de Cinema de Cannes em maio de 1971                                                                          |
| 1971 | Erection                      | 20 min    | Música/supervisão                           | Dirigido por John Lennon, baseado em fotografias de Iain McMillan |
| 1971 | The Museum of Modern Art Show | 7 min     | Diretora                                    | Reações do público filmadas por Lennon |
| 2018 | Isle of Dogs                  | 101 min   | Dubladora ("Cientista Assistente Yoko-ono") | |

### Televisão
| Ano       | Título                                  | Duração | Papel                                     | Notas |
| --------- | --------------------------------------- | ------- | ----------------------------------------- | --- |
| 1969      | The David Frost Show                    |         | Ela mesmo                                 | |
| 1969      | The Rolling Stones Rock and Roll Circus | 66 min  | Ela mesmo                                 | Não lançado até 1996                                                                                           |
| 1969      | Rape                                    | 77 min  | Diretora                                  | Produzido para a televisão austríaca; primeira de muitas colaborações com o diretor de fotografia Nic Knowland |
| 1971–1972 | The Dick Cavett Show                    |         | Ela mesmo (Três episódios)                | |
| 1971      | Free Time                               |         | Ela mesmo                                 | |
| 1972      | Imagine                                 | 70 min  | Diretora/ela mesmo/música                 | Colaboração com John Lennon                                                                                    |
| 1972      | The Mike Douglas Show                   |         | Ela mesmo/apresentadora (Cinco episódios) | |
| 1973      | Flipside                                | 22 min  | Ela mesmo                                 | Artista convidado e artista musical ao lado de Lennon e Elephant's Memory                                      |
| 1995      | Mad About You                           | 22 min  | Ela mesmo (Episódio: "Yoko Said")         | |
| 2021      | The Beatles: Get Back                   |         | Produtor/Ela mesmo                        | Documentário de filmagens de arquivo                                                                           |

### Videoclipes (como diretora)
| Ano  | Título                | Notas                  |
| ---- | --------------------- | ---------------------- |
| 1981 | "Walking on Thin Ice" |                        |
| 1981 | "Woman"               | Música por John Lennon |
| 1982 | "Goodbye Sadness"     |                        |

### Videoarte
- Sky TV (1966)
- Blueprint for the Sunrise (2000, 28 min)
- Onochord (2004, ciclo contínuo)[353]

## Prêmios e indicações
| Ano  | Prêmios                  | Obra                                                         | Categoria                                  | Resultado |
| ---- | ------------------------ | ------------------------------------------------------------ | ------------------------------------------ | --------- |
| 1982 | Billboard Music Awards   | Ela mesmo e John Lennon                                      | Melhor Artista da Billboard 200            | Indicado  |
| 1982 | Billboard Music Awards   | Ela mesmo e John Lennon                                      | Top Billboard 200 Artist – Duo/Grupo       | Indicado  |
| 1982 | Billboard Music Awards   | Double Fantasy (com John Lennon)                             | Melhor Álbum da Billboard 200              | Indicado  |
| 1982 | Juno Awards              | Double Fantasy (com John Lennon)                             | Álbum Internacional do Ano                 | Venceu    |
| 1982 | Grammy Awards            | Double Fantasy (com John Lennon)                             | Álbum do Ano                               | Venceu    |
| 1982 | Grammy Awards            | "(Just Like) Starting Over"                                  | Gravação do Ano\|                          | Indicado  |
| 1982 | Grammy Awards            | "Walking on Thin Ice"                                        | Melhor Performance Vocal de Rock, Feminino | Indicado  |
| 1985 | Grammy Awards            | Heart Play (Unfinished Dialogue) (com John Lennon)           | Melhor Spoken Word ou Gravação Não Musical | Indicado  |
| 2001 | Grammy Awards            | Gimme Some Truth – The Making Of John Lennon's Imagine Album | Melhor videoclipe de longa duração         | Venceu    |
| 2009 | Leão de Ouro             | Ela mesma                                                    | Conjunto da Obra                           | Venceu    |
| 2010 | Glamour Awards           | Ela mesma                                                    | Contribuição Notável                       | Venceu    |
| 2013 | O Music Awards           | Ela mesma                                                    | Prêmio Gênio Digital                       | Venceu    |
| 2013 | ASCAP Awards             | Ela mesma                                                    | Prêmio Humanitário Harry Chapin da ASCAP   | Venceu    |
| 2014 | Shorty Awards            | Ela mesma                                                    | Melhor em Música                           | Indicado  |
| 2015 | Observer Ethical Awards  | Ela mesma                                                    | Prêmio pelo Conjunto da Obra               | Venceu    |
| 2015 | Attitude Awards          | Ela mesma                                                    | Prêmio Ícone                               | Venceu    |
| 2016 | NME Awards               | Ela mesma                                                    | Prêmio de Inspiração NME                   | Venceu    |
| 2022 | Prêmio Emmy do Primetime | The Beatles: Get Back                                        | Melhor Documentário ou Série de Não Ficção | Venceu    |